# Danh sách tập phim Bleach

Bìa DVD Vol 1 loạt anime Bleach phát hành vào ngày 22 tháng 8 năm 2018 tại Nhật Bản bởi Aniplex.

Các tập trong loạt anime Bleach được dựa trên manga cùng tên của họa sĩ Kubo Tite. Chúng được đạo diễn bởi Abe Noriyuki, và sản xuất bởi TV Tokyo, Dentsu và Pierrot. Bộ phim kể về chuyến phiêu lưu của chàng thiếu niên mang tên Kurosaki Ichigo, có khả năng nhìn thấy linh hồn và trở thành một Shinigami sau khi được một Shinigami khác Kuchiki Rukia truyền sức mạnh cho.
Các tập được phát sóng từ ngày 5 tháng 10 năm 2004 trên TV Tokyo tại Nhật Bản. Viz Media có bản quyền phát sóng truyền hình ở nước ngoài, video tại gia cũng như các sản phẩm trong anime Bleach từ TV Tokyo Corporation và Shueisha kể từ ngày 15 tháng 3 năm 2006. Tiếp đến, Viz Media đã ký kết hợp tác với Studiopolis để tạo ra chuyển thể tiếng Anh của anime, và cấp phép cho các công ty khác nhau được quyền bán các mặt hàng từ Bleach. Chuyển thể tiếng Anh của anime Bleach được ra mắt trong khung giờ Bionix của kênh YTV tại Canada vào 8 tháng 9 năm 2006. Cartoon Network bắt đầu phát sóng Bleach vào buổi tối với vai trò như một phần của Adult Swim. Adult Swim ngừng phát sóng các tập mới của chuyển thể tiếng Anh vào ngày 20 tháng 10 năm 2007 sau khi phát sóng 52 tập đầu của loạt phim. Và thay thế là một tựa anime khác của Viz Media, Death Note, để tạo điều kiện cho Studiopolis có nhiều thời gian lồng thêm các tập khác. Loạt phim được tiếp tục vào ngày 2 tháng 3 năm 2008 và gián đoạn lần nữa sau khi phát sóng tập 167 vào ngày 21 tháng 11 năm 2009. Phần gián đoạn chấm dứt vào ngày 28 tháng 8 năm 2010 khi tập 168 lên sóng.
Tập 366, "Changing History, Unchanging Heart", phát sóng ngày 27 tháng 3 hăm 2012 là tập cuối cùng của anime Bleach phát trên TV Tokyo. 
Có bốn mươi lăm ca khúc chủ đề được sử dụng trong các tập: Mười lăm bài hát mở đầu và ba mươi bài kết thúc. Vài đĩa CD bên trong bao gồm các ca khúc chủ đề và đoạn nhạc nền khác đều được phát hành bởi Studio Pierrot. Vào ngày 23 tháng 1 năm 2013, tất cả 366 tập phim được phát hành bởi Aniplex tại Nhật Bản trong 88 bộ DVD tổng hợp. 32 bộ DVD tổng hợp của chuyển thể tiếng Anh được phát hành bởi Viz Media, cùng với boxset hai mươi sáu mùa.

## Danh sách tập

### Mùa 1: Sự thay thế (2004–2005)
| #  | Tên tập phim                                                                                         | Ngày phát sóng gốc   |
| -- | --- | -------------------- |
| 1  | "Hôm nay tôi trở thành Shinigami" "Shinigami ni Natchatta Hi" (死神になっちゃった日)                 | 5 tháng 10 năm 2004  |
| 2  | "Việc làm của Shinigami" "Shinigami no Oshigoto" (死神のお仕事)                                      | 12 tháng 10 năm 2004 |
| 3  | "Điều ước của anh cả và điều ước của chị gái" "Ani no Negai, Imōto no Negai" (兄の願い、妹の願い)    | 19 tháng 10 năm 2004 |
| 4  | "Con vẹt đánh nguyền rủa" "Noroi no Inko" (呪いのインコ)                                             | 26 tháng 10 năm 2004 |
| 5  | " Không thể thấy được cuộc tấn công của kẻ địch" "Mienai Teki o Nagure!" (見えない敵を殴れ！)        | 2 tháng 11 năm 2004  |
| 6  | " Chiến đến chết! Ichigo vs Ichigo" "Shitō! Ichigo VS Ichigo" (死闘！一護VSイチゴ)                   | 9 tháng 11 năm 2004  |
| 7  | "Lời chào từ con sư tử!" "Nuigurumi kara Konnichiwa" (ぬいぐるみからコンにちは)                      | 16 tháng 11 năm 2004 |
| 8  | "Ngày 17 tháng 6, kỷ niệm về mưa" "Roku-gatsu Jūshichi-nichi, Ame no Kioku" (6月17日、雨の記憶)      | 23 tháng 11 năm 2004 |
| 9  | " Không thể thắng được kẻ địch" "Taosenai Teki" (倒せない敵)                                         | 30 tháng 11 năm 2004 |
| 10 | " Cuộc tấn công vào chuyến đi của thần đất" "Burari Reijō Totsugeki no Tabi!" (ぶらり霊場突撃の旅！) | 7 tháng 12 năm 2004  |
| 11 | "Quincy huyền thoại!" "Densetsu no Kuinshī" (伝説のクインシー)                                       | 14 tháng 12 năm 2004 |
| 12 | " Cánh tay phải nhẹ nhàng" "Yasashii Migiude" (やさしい右腕)                                         | 21 tháng 12 năm 2004 |
| 13 | "Bông hoa và sự giả dối" "Hana to Horō" (花とホロウ)                                                 | 28 tháng 12 năm 2004 |
| 14 | "Lưng đối lưng, chiến cho đến chết" "Senaka Awase no Shitō!" (背中合わせの死闘！)                    | 11 tháng 1 năm 2005  |
| 15 | "Kế hoạch tuyêt vời của Kon" "Kon no Uhauha Daisakusen"" (コンのウハウハ大作戦)                      | 18 tháng 1 năm 2005  |
| 16 | "Cuộc chạm trán, Abarai Renji" "Abarai Renji, Kenzan!" (阿散井恋次、見参！)                          | 25 tháng 1 năm 2005  |
| 17 | "Cái chết của Ichigo!" "Ichigo, Shisu!" (一護、死す！)                                               | 1 tháng 2 năm 2005   |
| 18 | "Đòi lại sứu mạnh của Shinigami!" "Torimodose! Shinigami no Chikara!" (取り戻せ！死神の力！)         | 8 tháng 2 năm 2005   |
| 19 | "Ichigo trở thành Hollow!" "Ichigo, Horō ni Ochiru!" (一護、ホロウに墜ちる！)                        | 15 tháng 2 năm 2005  |
| 20 | "Bóng đêm của Ichimaru Gin" "Ichimaru Gin no Kage" (市丸ギンの影)                                    | 22 tháng 2 năm 2005  |

### Mùa 2: Soul Society: Tiến bước (2005)
| #  | Tên tập phim                                                                                                 | Ngày phát sóng gốc  |
| -- | --- | ------------------- |
| 21 | "Gia nhập vào thế giới của Shinigami" "Totsunyū! Shinigami no Sekai" (突入！死神の世界)                      | 1 tháng 3 năm 2005  |
| 22 | "Những người ghét Shinigami" "Shinigami o Nikumu Otoko" (死神を憎む男)                                       | 8 tháng 3 năm 2005  |
| 23 | "14 ngày trước khi thực hiện kế hoạch của Rukia" "Rukia Shokei, Jūyokka Mae" (ルキア処刑、14日前)            | 15 tháng 3 năm 2005 |
| 24 | "Tập hợp 13 khu vực" "Kesshū! Gotei Jūsantai" (結集！護廷13隊)                                               | 22 tháng 3 năm 2005 |
| 25 | "Xâm nhập trung tâm với một quả bom lớn" "Kyodai Hōdan de Chūō Toppa?" (巨大砲弾で中央突破？)                | 29 tháng 3 năm 2005 |
| 26 | "Hình thành mảng tồi tệ nhất" "Kessei! Saiaku no Taggu" (結成！最悪のタッグ)                                 | 5 tháng 4 năm 2005  |
| 27 | "Thoát khỏi cú đấm chết người" "Hissatsu no Ichigeki o Hanate!" (必殺の一撃を放て！)                         | 12 tháng 4 năm 2005 |
| 28 | "Orihime nhắm mục tiêu" "Nerawareta Orihime" (狙われた織姫)                                                  | 19 tháng 4 năm 2005 |
| 29 | "Chọc thủng phòng tuyến! Đường bao quanh của Shinigami" "Toppa seyo! Shinigami Hōimō" (突破せよ！死神包囲網) | 26 tháng 4 năm 2005 |
| 30 | "Đụng độ Renji" "Tachihadakaru Renji" (立ちはだかる恋次)                                                     | 3 tháng 5 năm 2005  |
| 31 | "Lòng quyết tâm để giết" "Kiru Tame no Kakugo" (斬る為の覚悟)                                                | 10 tháng 5 năm 2005 |
| 32 | "Ánh sao và dã khuyển" "Hoshi to Norainu" (星と野良犬)                                                       | 17 tháng 5 năm 2005 |
| 33 | "Phép lạ! Anh hùng bí ẩn" "Kiseki! Nazo no Shin Hīrō" (奇跡！謎の新ヒーロー)                                 | 24 tháng 5 năm 2005 |
| 34 | "Bi kịch trở nên rõ ràng" "Yoake no Sangeki" (夜明けの惨劇)                                                  | 31 tháng 5 năm 2005 |
| 35 | "Aizen bị ám sát! Bóng tối là phương pháp tiếp cận" "Aizen Ansatsu! Shinobiyoru Yami" (藍染暗殺！忍び寄る闇) | 7 tháng 6 năm 2005  |
| 36 | "Zaraki Kenpachi, phương pháp tiếp cận" "Zaraki Kenpachi, Semaru!" (更木剣八、迫る！)                        | 14 tháng 6 năm 2005 |
| 37 | "Chuyển động của cú đấm" "Kobushi no Riyū" (拳の理由)                                                        | 21 tháng 6 năm 2005 |
| 38 | "Sự tuyệt vọng! Zangetsu bị hỏng" "Zettaizetsumei! Orareta Zangetsu" (絶体絶命! 折られた斬月)                | 28 tháng 6 năm 2005 |
| 39 | "Những người đàn ông bất diệt" "Fujimi no Otoko" (不死身の男)                                                | 5 tháng 7 năm 2005  |
| 40 | "Shinigami người mà Ganju gặp" "Ganju no Mita Shinigami" (岩鷲の見た死神)                                    | 12 tháng 7 năm 2005 |
| 41 | "Ichigo và Rukia đoàn tụ" "Saikai, Ichigo to Rukia" (再会、一護とルキア)                                     | 19 tháng 7 năm 2005 |

### Mùa 3: Soul Society: Giải cứu (2005–2006)
| #  | Tên tập phim | Ngày phát sóng gốc   |
| -- | --- | -------------------- |
| 42 | "Đệ nhất Shunpo Yoruichi" "Shunjin Yoruichi, Mau!" (瞬神夜一、舞う！)                                                                          | 26 tháng 7 năm 2005  |
| 43 | "Tên thần chết hèn hạ" "Hiretsu na Shinigami" (卑劣な死神)                                                                                     | 2 tháng 8 năm 2005   |
| 44 | "Sức mạnh cuối cùng của Ishida" "Ishida, Kyokugen no Chikara!" (石田、極限の力！)                                                              | 9 tháng 8 năm 2005   |
| 45 | "Vượt giới hạn của bạn" "Genkai o Koero!" (限界を越えろ！)                                                                                     | 16 tháng 8 năm 2005  |
| 46 | "Hồ sơ xác thực! Trường học của Shinigami" "Jitsuroku! Shinigami no Gakkō" (実録！死神の学校)                                                  | 23 tháng 8 năm 2005  |
| 47 | "Biệt đội siêu anh hùng" "Adautsu Mono-tachi" (仇討つ者たち)                                                                                   | 30 tháng 8 năm 2005  |
| 48 | "Tiếng hú Hitsugaya" "Hitsugaya, Hoeru!" (日番谷、吼える！)                                                                                    | 6 tháng 9 năm 2005   |
| 49 | "Cơn ác mộng của Rukia" "Rukia no Akumu" (ルキアの悪夢)                                                                                        | 13 tháng 9 năm 2005  |
| 50 | "Con sư tử sống lại" "Yomigaeru Shishi" (よみがえる獅子)                                                                                       | 20 tháng 9 năm 2005  |
| 51 | "Câu chào buổi sáng" "Shokei no Asa" (処刑の朝)                                                                                                | 27 tháng 9 năm 2005  |
| 52 | "Renji, lời thề của linh hồn! Trận đấu với Byakuya" "Renji, Tamashii no Chikai! Byakuya to no Shitō" (恋次、魂の誓い！白哉との死闘)            | 4 tháng 10 năm 2005  |
| 53 | "Renji, lời thề của linh hồn! Trận đấu với Byakuya (tiếp theo)" "Ichimaru Gin no Yūwaku, Kuzusareta Kakugo" (市丸ギンの誘惑、崩された覚悟)     | 4 tháng 10 năm 2005  |
| 54 | "Một lời hứa được thực hiện! Rukia quay lại" "Hatasareru Chikai! Rukia Dakkan Naruka!" (果たされる誓い！ルキア奪還なるか)                      | 18 tháng 10 năm 2005 |
| 55 | "Shinigami mạnh nhất! Cuộc đối đầu giữa học sinh và giáo viên" "Saikyō no Shinigami! Kyūkyoku no Shitei Taiketsu" (最強の死神！究極の師弟対決) | 25 tháng 10 năm 2005 |
| 56 | "Tốc chiến! Danh hiệu đệ nhất khinh công" "Chōsoku no Tatakai! Bu no Megami, Kessu" (超速の戦い！武の女神、決す))                              | 1 tháng 11 năm 2005  |
| 57 | "Thiên Bản Anh! Nghiền nát đi Nguyệt Nha Thiên Xung" "Senbonzakura, Funsai! Ten o Tsuku Zangetsu" (千本桜、粉砕！天を衝く斬月)                 | 8 tháng 11 năm 2005  |
| 58 | "Giải ấn! Lưỡi kiếm đen và sức mạnh vô song" "Kaihō! Kuroki Yaiba, Kiseki no Chikara" (開放！黒き刃、奇跡の力)                                 | 15 tháng 11 năm 2005 |
| 59 | "Kết thúc trận đấu sinh tử! Niềm tự hào và ăn mừng" "Shitō Ketchaku! Shiroki Hokori to Kuroki Omoi" (死闘決着！白き誇りと黒き想い)             | 22 tháng 11 năm 2005 |
| 60 | "Sự thật đau lòng, lưỡi dao đã phóng" "Zetsubō no Shinjitsu, Furiorosareta Kyōjin" (絶望の真実、振り下ろされた凶刃)                            | 6 tháng 12 năm 2005  |
| 61 | "Aizen, đứng lại! Tham vọng khủng khiếp" "Aizen, Tatsu! Osorubeki Yabō" (藍染、立つ！恐るべき野望)                                             | 13 tháng 12 năm 2005 |
| 62 | "Tập trung lại! Nhóm của Shinigami mạnh nhất" "Shūketsuseyo! Saikyō no Shinigami Shūdan" (集結せよ！最強の死神集団)                            | 20 tháng 12 năm 2005 |
| 63 | "Một tuần sau cuộc nổi loạn của Aizen" "Rukia no Ketsui, Ichigo no Omoi" (ルキアの決意、一護の想い)                                            | 10 tháng 1 năm 2006  |

### Mùa 4: Bount (2006)
| #  | Tên tập phim | Ngày phát sóng gốc  |
| -- | --- | ------------------- |
| 64 | "Học kì mới, Genji đến với thế giới vật chất" "Shingakki, Gense ni Renji ga Yatte Kita!?" (新学期、現世に恋次がやって来た!?)                                                | 17 tháng 1 năm 2006 |
| 65 | "Sự khủng bố chậm, nạn nhân thứ hai" "Shinobi yoru Kyōfu, Nibanme no Giseisha" (Shinobi yoru Kyōfu, Nibanme no Giseisha)                                                    | 24 tháng 1 năm 2006 |
| 66 | "Vượt qua! Cái bẫy bí ẩn trong mê cung" "Toppa seyo! Meikyū ni Hisomu Wana" (突破せよ！迷宮に潜む罠)                                                                        | 31 tháng 1 năm 2006 |
| 67 | "Trò chơi chết! Bạn cùng lớp mất tích" "Shi no Gēmu! Kieru Kurasumeito" (死のゲーム！消えるクラスメイト)                                                                    | 7 tháng 2 năm 2006  |
| 68 | "Danh tính thật sự của ma quỷ, bí mật được tiết lộ" "Akuma no Shōtai, Akasareta Himitsu" (悪魔の正体、明かされた秘密)                                                       | 14 tháng 2 năm 2006 |
| 69 | "Những người săn linh hồn" "Baunto! Tamashii o Karu Mono-tachi" (バウント！魂を狩る者たち)                                                                                  | 14 tháng 2 năm 2006 |
| 70 | "Rukia trở lại! Sự hồi sinh của đội thay thế" "Rukia no Kikan! Daikō Chīmu Fukkatsu" (ルキアの帰還！代行チーム復活)                                                         | 21 tháng 2 năm 2006 |
| 71 | "Khoảnh khoắc đụng độ! Bàn tay ác quỷ nhắn đến Quincy" "Gekitotsu no Toki! Kuinshī ni Semaru Ma no Te" (激突の時！クインシーに迫る魔の手)                                   | 7 tháng 3 năm 2006  |
| 72 | "Thủy công! Thoát ra khỏi bệnh viện đóng cửa" "Mizu no Kōgeki! Tozasareta Byōin kara no Dasshutsu" (水の攻撃！閉ざされた病院からの脱出)                                     | 14 tháng 3 năm 2006 |
| 73 | "Bount tụ họp! Kẻ bí ẩn bắt đầu hành động" "Baunto Shūketsu! Ugokidasu Otoko" (バウント集結！動き出す男)                                                                    | 28 tháng 3 năm 2006 |
| 74 | "Ký ức của một người bất tử" "Eien o Ikiru Ichizoku no Kioku" (永遠を生きる一族の記憶)                                                                                      | 28 tháng 3 năm 2006 |
| 75 | "Sự suy nhược của đội 11 ở Tráu Đất! Thần chết lại lên" "Jūichibantai Gekishin! Yomigaetta Shinigami" (十一番隊激震！よみがえった死神)                                      | 4 tháng 4 năm 2006  |
| 76 | "Đấu chiến! Fried VS Zangetsu" "Chikara no Gekitotsu! Furīdo VS Zangetsu" (力の激突！フリードVS斬月)                                                                        | 4 tháng 4 năm 2006  |
| 77 | "Mối ác cảm không thể phai mờ! Vị thần chết bị Kenpachi giết" "Kienu Onnen! Kenpachi ga Kitta Shinigami" (消えぬ怨念！剣八が斬った死神)                                     | 11 tháng 4 năm 2006 |
| 78 | "Tiết lộ động trời của Hộ Đình Thập Tam Đội! Sự thật chôn vùi trong lịch sử" "Gotei Jūsantai Kyōgaku!! Rekishi ni Uzumoreta Shinjitsu" (護廷十三隊驚愕!!歴史に埋もれた真実) | 2 tháng 5 năm 2006  |
| 79 | "Quyết định hi sinh của Yoshino" "Yoshino, Shi o Kaketa Omoi" (芳野、死をかけた想い)                                                                                        | 9 tháng 5 năm 2006  |
| 80 | "Cuộc tấn công dữ dội! Đội hình phòng thủ mỏng manh" "Kyōteki no Kyūshū! Chiisana Saishū Bōei Sen!?" (強敵の急襲！小さな最終防衛線!?)                                       | 16 tháng 5 năm 2006 |
| 81 | "Hitsugaya hành động! Thành phố bị công kích" "Hitsugaya Ugoku! Osowareta Machi" (日番谷動く！襲われた街)                                                                   | 23 tháng 5 năm 2006 |
| 82 | "Ichigo VS Dalk! Sự xuất hiện của bóng đêm mờ ảo" "Ichigo VS Daruku! Shirakigami no Shutsugen" (一護VSダルク！白き闇の出現)                                                 | 30 tháng 5 năm 2006 |
| 83 | "Bóng xám, bí mật của búp bê" "Haiiro no Kage, Dōru no Himitsu" (灰色の影、ドールの秘密)                                                                                    | 6 tháng 6 năm 2006  |
| 84 | "Đội thay thế bất hòa? Sự phản bội của Rukia" "Daikō Chīmu Bunretsu? Uragitta Rukia" (代行チーム分裂？裏切ったルキア)                                                       | 13 tháng 6 năm 2006 |
| 85 | "Trận chiến đẫm nước mắt! Rukia VS Orihime" "Namida no Shitō! Rukia VS Orihime" (涙の死闘！ルキアVS織姫)                                                                    | 13 tháng 6 năm 2006 |
| 86 | "Rangiku tung hoành! Đập tan kẻ địch vô hình" "Rangiku Mau! Mienai Teki o Kire!" (乱菊舞う！見えない敵を斬れ!)                                                              | 20 tháng 6 năm 2006 |
| 87 | "Triệu hồi Byakuya! Hộ Đình Thập Tam Đội hành động" "Byakuya Shōshū! Ugokidasu Gotei Jūsantai" (白哉召集！動き出す護廷十三隊)                                               | 4 tháng 7 năm 2006  |
| 88 | "Vị tướng bị xóa sổ!? Cạm bẫy dưới tầng hầm" "Fukutaichō Zenmetsu!? Chika Dōkutsu no Wana" (副隊長全滅!?地下洞窟の罠))                                                      | 11 tháng 7 năm 2006 |
| 89 | "Tái ngộ!? Ishida VS Nemu" "Saisen!? Ishida VS Nemu" (再戦!?石田VSネム)) | 18 tháng 7 năm 2006 |
| 90 | "Abarai Renji, Bankai của linh hồn!" "Abarai Renji, Tamashii no Bankai!" (阿散井恋次、魂の卍解！)                                                                           | 25 tháng 7 năm 2006 |
| 91 | "Thần chết và Quincy, sức mạnh chuyển sinh" "Shinigami to Kuinshī, Yomigaeru Chikara" (死神とクインシー、よみがえる力)                                                      | 1 tháng 8 năm 2006  |

### Mùa 5: Công kích (2006–2007)
| #   | Tên tập phim | Ngày phát sóng gốc   |
| --- | --- | -------------------- |
| 92  | "Cuộc tái xâm lược thế giới thần chết" "Shinigami Sekai e no Totsunyū, Futatabi" (死神世界への突入、再び)                                    | 8 tháng 8 năm 2006   |
| 93  | "Bount tấn công! Sức mạnh rung chuyển của Hộ Đình Thập Tam Đội" "Baunto Kyōshū! Gekishin no Gotei Jūsantai" (バウント強襲！激震の護廷十三隊) | 15 tháng 8 năm 2006  |
| 94  | "Quyết định của Hitsugaya! Đụng độ" "Hitsugaya no Ketsui! Gekitotsu no Toki Semaru" (日番谷の決意！激突の時迫る)                             | 22 tháng 8 năm 2006  |
| 95  | "Byakuya xuất chiêu! Vũ điệu nhảy múa trảm phong của Hoa anh đào" "Byakuya Shutsujin! Kaze o Saku Sakura no Mai" (白哉出陣！風を裂く桜の舞)  | 5 tháng 9 năm 2006   |
| 96  | "Uchigo, Byakuya, Kariya, Trận đấu của ba kẻ bá đạo!" "Ichigo, Byakuya, Kariya, Sankyoku no Tatakai!" (一護・白哉・狩矢、三極の戦い！)       | 12 tháng 9 năm 2006  |
| 97  | "Hitsugaya tấn công! Trảm sát địch thủ giữa rừng!" "Hitsugaya Shutsugeki! Mori no Naka no Teki o Kire!" (日番谷出撃！森の中の敵を斬れ)       | 19 tháng 9 năm 2006  |
| 98  | "Đụng độ! Zaraki Kenpachi VS Ichinose Maki" "Gekitotsu! Zaraki Kenpachi VS Ichinose Maki" (激突！更木剣八VS一之瀬真樹)                       | 4 tháng 10 năm 2006  |
| 99  | "Thần chết VS Thần chết! Sức mạnh không thể kiểm soát" "Shinigami VS shinigami! Bōsō suru Chikara" (死神VS死神！暴走する力)                  | 11 tháng 10 năm 2006 |
| 100 | "Soifong tử trận! Thời khắc cuối của Lực lượng đặc biệt" "Soifon Shisu? Onmitsukidō no Saigo" (砕蜂死す？隠密機動の最後)                     | 18 tháng 10 năm 2006 |
| 101 | "Bankai của Mayuri!! Sawatari: Pha đụng độ quỷ thần" "Mayuri Bankai!! Sawatari: Akuma no Gekitotsu" (マユリ卍解!!沢渡・悪魔の激突)           | 1 tháng 11 năm 2006  |
| 102 | "Quincy cuối cùng! Sức mạnh bùng nổ" "Saigo no Kuinshī! Bōhatsu suru Chikara" (最後のクインシー！暴発する力)                                 | 8 tháng 11 năm 2006  |
| 103 | "Ishida, vượt qua cả giới hạn" "Ishida, Genkai o Koete Ute!" (石田、限界を超えて撃て！)                                                      | 15 tháng 11 năm 2006 |
| 104 | "Đội 10 quyết chiến! Băng Luân Hoàn trảm phá" "Shitō Jūbantai! Hyōrinmaru o Hanate" (死闘十番隊！氷輪丸を放て)                               | 22 tháng 11 năm 2006 |
| 105 | "Kariya! Đếm ngược đến giây phút bùng nổ" "Kariya! Bakuhatsu e no Kauntodaun" (狩矢！爆発へのカウントダウン)                                 | 29 tháng 11 năm 2006 |
| 106 | "Sống sót và báo thù! Ishida, lựa chọn cuối cùng" "Inochi to Fukushū! Ishida, Kyūkyoku no Sentaku" (命と復讐！石田、究極の選択)              | 6 tháng 12 năm 2006  |
| 107 | "Đao hạ! Khoảnh khắc hủy hoại" "Furiorosareta Yaiba! Hametsu no Shunkan" (振り下ろされた刃！破滅の瞬間)                                      | 13 tháng 12 năm 2006 |
| 108 | "Tiếng gào thết của Bount! Cuộc đụng độ cuối cùng" "Dōkoku no Baunto! Saigo no Gekitotsu" (慟哭のバウント！最後の激突)                       | 20 tháng 12 năm 2006 |
| 109 | "Ichigo và Rukia, những suy nghĩ xung quanh thiên đường" "Ichigo to Rukia, Kaiten suru Omoi" (一護とルキア、廻天する想い)                    | 4 tháng 1 năm 2007   |

### Mùa 6: Arrancar (2007)
| #   | Tên tập phim | Ngày phát sóng gốc  |
| --- | --- | ------------------- |
| 110 | "Nhiệm vụ mới thay thế! Học sinh trở nên đáng sợ" "Daikōgyō Saikai! Kyōfu no Tenkōse" (代行業再開！恐怖の転校生)                                     | 10 tháng 1 năm 2007 |
| 111 | "Sốc! Các nhân vật thật sự của tổ tiên" "Kyōgaku! Oyajitachi no Shōtai" (驚愕！親父達の正体)                                                         | 17 tháng 1 năm 2007 |
| 112 | "Chiến tranh bắt đầu, Visored và Arrancar" "Tatakai no Hajimari, Vaizādo to Arankaru" (戦いの始まり、仮面の軍勢と破面)                               | 24 tháng 1 năm 2007 |
| 113 | "Mở đầu cho khải huyền, cuộc tấn công của Arrancar" "Sekai Hōkai e no Jokyoku, Arankaru Shūrai" (世界崩壊への序曲、アランカル襲来！)                 | 31 tháng 1 năm 2007 |
| 114 | "Gặp lại! Ichigo, Rukia và những Shinigami" "Saikai, Ichigo to Rukia to Shinigami-tachi" (再会、一護とルキアと死神たち)                              | 7 tháng 2 năm 2007  |
| 115 | "Nhiệm vụ! Shinigami đã đến" "Tokumei! Yatte Kita Shinigami-tachi" (特命！やってきた死神たち))                                                       | 14 tháng 2 năm 2007 |
| 116 | "Mắt quỷ dữ, Aizen đã đến" "Ashiki Hitomi, Aizen Futatabi" (悪しき瞳、藍染再び)                                                                      | 21 tháng 2 năm 2007 |
| 117 | "Trận chiến Rukia bắt đầu! Đóng băng trắng" "Rukia Sentō Kaishi! Kōritsuku Shiroi Yaiba" (ルキア戦闘開始！凍りつく白い刃)                            | 28 tháng 2 năm 2007 |
| 118 | "Bankai của Ikkaku! Sức mạnh phá tan mọi thứ" "Ikkaku Bankai! Subete o Kudaku Chikara" (一角卍解！全てを砕く力)                                      | 7 tháng 3 năm 2007  |
| 119 | "Câu chuyện bí mật của Zaraki Division! Những người đàn ông may mắn" "Zaraki Tai Hiwa! Tsuite iru Otokotachi" (更木隊秘話！ツイている男たち)         | 21 tháng 3 năm 2007 |
| 120 | "Hitsugaya điêu đứng! Hyorinmaru tan tành" "Hitsugaya Chiru! Kudaketa Hyōrinmaru" (日番谷散る！砕けた氷輪丸)                                         | 28 tháng 3 năm 2007 |
| 121 | "Cuộc đụng độ! Người bảo vệ VS Người được bảo vệ" "Gekitotsu! Mamoru Mono VS Kōmuru Mono" (激突！護る者VS被る者)                                     | 11 tháng 4 năm 2007 |
| 122 | "Che giấu! Đánh thức sức mạnh" "Vaizādo! Mezameshi Mono-tachi no Chikara" (ヴァイザード！目覚めし者たちの力)                                         | 18 tháng 4 năm 2007 |
| 123 | "Ichigo hoàn thành Hollowification" "Ichigo, Kanzen Horō-ka!?" (一護、完全ホロウ化!?)                                                                | 25 tháng 4 năm 2007 |
| 124 | "Va chạm! Bankai đen và Bankai trắng" "Gekitotsu! Kuroi Bankai to Shiroi Bankai" (激突！黒い卍解と白い卍解)                                          | 2 tháng 5 năm 2007  |
| 125 | "Báo cáo khẩn cấp! Kế hoạch đáng sợ của Aizen" "Kinkyū Hōkoku! Aizen no Osorubeki Keikaku!" (緊急報告！藍染の恐るべき計画)                           | 16 tháng 5 năm 2007 |
| 126 | "Uryu VS Ryuken! Đụng độ của cha con Quincy" "Uryū VS Ryūken! Gekitotsu Kuinshī Oyako" (雨竜VS竜弦！激突クインシー親子)                              | 23 tháng 5 năm 2007 |
| 127 | "Quyết định của Urahara, suy nghĩ của Orihime" "Urahara no Ketsudan, Orihime no Omoi" (浦原の決断、織姫の想い)                                       | 30 tháng 5 năm 2007 |
| 128 | "Cơn ác mộng của Arrancar! Đội Hitsugaya di chuyển" "Akumu no Arankaru! Hitsugayatai Shutsugeki" (悪夢のアランカル！日番谷隊出撃)                    | 6 tháng 6 năm 2007  |
| 129 | "Cuộc đột kích của nhân viên mật trong đêm! Sự truyền bá của Malice" "Maiorita Yami no Shisha! Zōshoku suru Akui" (舞い降りた闇の使者！増殖する悪意) | 13 tháng 6 năm 2007 |
| 130 | "Kẻ thù vô hình! Quyết định tàn nhẫn của Hitsugaya" "Mienai Teki! Hitsugaya, Hijō na Ketsudan" (見えない敵！日番谷、非情な決断)                      | 20 tháng 6 năm 2007 |
| 131 | "Nước mắt của Rangiku, Sorrowful chia tay anh trai và em gái" "Rangiku no Namida, Kanashiki Kyōdai no Wakare" (乱菊の涙、哀しき兄妹の別れ)           | 27 tháng 6 năm 2007 |

### Mùa 7: Arrancar Phần 2: Tiến vào Hueco Mundo (2007)
| #   | Tên tập phim | Ngày phát sóng gốc   |
| --- | --- | -------------------- |
| 132 | "Hitsugaya, Karin và quả bóng" "Hitsugaya to Karin to Sakkā Bōru" (日番谷と夏梨とサッカーボール)                                             | 4 tháng 7 năm 2007   |
| 133 | "Câu chuyện đánh kiếm đầy nhiệt huyết của Ikkaku" "Ikkaku, Nekketsu Kendō Monogatari" (一角、熱血剣道物語)                                   | 11 tháng 7 năm 2007  |
| 134 | "Chiếc bánh đẹp, Yumichika" "Utsukushiki Patishie, Yumichika!" (美しきパティシエ、弓親！)                                                    | 18 tháng 7 năm 2007  |
| 135 | "Kon bị lừa dối" "Hakarareta Kon! Rangiku wa Mite Ita..." (はかられたコン！乱菊は見ていた…)                                                  | 25 tháng 7 năm 2007  |
| 136 | "Hueco Mudo nội chiến! Cái chết của Ulquiorra" "Weko Mundo Nairan! Urukiora no Shi" (ウェコムンド内乱！ウルキオラの死)                       | 8 tháng 8 năm 2007   |
| 137 | "Niềm tin tồi tệ vào chiến thuật, cái bẫy của Aizen" "Akui no Tatakai, Aizen no Wana" (悪意の戦い、藍染の罠)                                 | 22 tháng 8 năm 2007  |
| 138 | "Di chuyển thứ hai của Hueco Mundo! Hitsugaya VS Yami" "Weko Mundo Saidō! Hitsugaya VS Yamī" (ウェコムンド再動！日番谷VSヤミー)              | 29 tháng 8 năm 2007  |
| 139 | "Ichigo VS Grimmjow, 11 trận chiến thứ hai" "Ichigo VS Gurimujō, Jū-ichi Byō no tatakai!" (一護VSグリムジョー、11秒の戦い)                   | 5 tháng 9 năm 2007   |
| 140 | "Đề án của Ulquiorra, thời điểm này khi Mặt Trời lặn" "Sakubō no Urukiora, Taiyō ga Shizumu Toki" (策謀のウルキオラ、太陽が沈む時)           | 12 tháng 9 năm 2007  |
| 141 | "Tạm biệt Kurosaki" "Sayonara..., Kurosaki-kun!" (さようなら…、黒崎くん)                                                                     | 19 tháng 9 năm 2007  |
| 142 | "Thứ tự! Cấm cứu của Inoue Orihime" "Genmei! Inoue Orihime no Kyushūtsu o Kinzu" (厳命！井上織姫ノ救出ヲ禁ズ)                                | 26 tháng 9 năm 2007  |
| 143 | "Grimmjow hồi sinh" "Fukkatsu no Gurimujō" (復活のグリムジョー)                                                                              | 3 tháng 10 năm 2007  |
| 144 | "Ishida Chad, một năng lượng mới" "Ishida, Chado, Atarashiki Chikara no taidō" (石田・チャド、新しき力の胎動)                                | 17 tháng 10 năm 2007 |
| 145 | "Thu thập Espada! Hội đồng hoàng gia của Aizen" "Esupāda Shūketsu! Aizen no Gozen Kaigi" (エスパーダ集結！藍染の御前会議)                    | 24 tháng 10 năm 2007 |
| 146 | "Tên của cô là Nel! Sự xuất hiện kì lạ của Arrancar" "Sono Na wa Neru! Fushigi na Arankaru Tōjō" (その名はネル！不思議なアランカル登場)      | 31 tháng 10 năm 2007 |
| 147 | "Rừng Menos! Tìm kiếm Rukia mất tích" "Menosu no Mori! Kieta Rukia o Sakase" (メノスの森！消えたルキアを探せ)                                | 7 tháng 11 năm 2007  |
| 148 | "Ashido, Shinigami - người đến từ quá khứ" "Ashido, Kako kara Kita Shinigami" (アシド、過去から来た死神)                                     | 14 tháng 11 năm 2007 |
| 149 | "Qua khu rừng đổ nát, một triệu Menos" "Kuzureiku Mori, Hyakuman no Menosu" (崩れ行く森、百万のメノス)                                       | 21 tháng 11 năm 2007 |
| 150 | "Lời tuyên thệ! Lại sống một lần nữa" "Chikai! Futatabi Ikite Kono Basho e" (誓い！再び生きてこの場所へ)                                     | 28 tháng 11 năm 2007 |
| 151 | "Cơn bão hoành hành! Cuộc gặp gỡ với Arrancar nhảy múa" "Fukiareru Bōfū! Odoru Arankaru to no Sōgū" (吹き荒れる暴風！踊るアランカルとの遭遇) | 5 tháng 12 năm 2007  |

### Mùa 8: Arrancar Phần 3: Đại chiến (2007–2008)
| #   | Tên tập phim | Ngày phát sóng gốc   |
| --- | --- | -------------------- |
| 152 | "Ichigo trở lại! Đây là Bankai của tôi" "Ichigo Hangeki! Koitsu ga Ore no Bankai da" (一護反撃！こいつが俺の卍解だ)                        | 12 tháng 12 năm 2007 |
| 153 | "Nghiên cứu quỷ quái! Kế hoạch của Szayelaporro" "Akuma no Kenkyū! Zaeruaporo no Takurami" (悪魔の研究！ザエルアポロの企み)                | 19 tháng 12 năm 2007 |
| 154 | "Rukia và Kaien, Sự sum họp buồn rầu" "Rukia to Kaien, Kanashimi no Saikai" (ルキアと海燕、哀しみの再会)                                   | 26 tháng 12 năm 2007 |
| 155 | "Rukia trả thù! Giải thoát sự tuyệt vọng của Kido" "Rukia Hangeki! Kesshi no Kidō o Hanate" (ルキア反撃！決死の鬼道を放て)                 | 9 tháng 1 năm 2008   |
| 156 | "Isshia và Pesche, cuộc tấn công đoàn của tình hữu nghị" "Ishida & Pesshe, Yūjō no Gattai Kōgeki" (石田＆ペッシェ、友情の合体攻撃)         | 16 tháng 1 năm 2008  |
| 157 | "Thẻ chủ của Ishida, các linh hồn bị cắt" "Ishida no Kirifuda, Tamashii o Kirisaku Mono" (石田の切り札、魂を切り裂くもの)                  | 23 tháng 1 năm 2008  |
| 158 | "Cánh tay phải khổng lồ, cánh tay trái của ác quỷ" "Kyojin no Uwan, Akuma no Sawan" (巨人の右腕、悪魔の左腕)                               | 30 tháng 1 năm 2008  |
| 159 | "Sado Yasutora chết! Nước mắt của Orihime" "Sado Yasutora Shisu! Orihime no Namida" (茶渡泰虎死す！織姫の涙))                              | 6 tháng 2 năm 2008   |
| 160 | "Di chúc, trái tim ở đây" "Yuigon, Kokoro wa Koko ni..." (遺言、心はここに…)                                                               | 13 tháng 2 năm 2008  |
| 161 | "Arrancar tàn nhẫn, sự khiêu khích của Ulquiorra" "Zankoku na Arankaru, Urukiora no Chōhatsu" (残酷な破面、ウルキオラの挑発)               | 20 tháng 2 năm 2008  |
| 162 | "Szayalaporro cười, cái bẫy Renji là hoàn thành" "Warau Zaeruaporo, Renji Hōimō Kansei" (笑うザエルアポロ、恋次包囲網完成)                 | 27 tháng 2 năm 2008  |
| 163 | "Shinigami và Quincy, trận chiến điên rồ" "Shinigami to Kuinshī, Kyōki to no Tatakai" (死神とクインシー、狂気との戦い)                     | 5 tháng 3 năm 2008   |
| 164 | "Chiến lược của Ishida, trận chiến 20 giây" "Ishida no Sakusen, Nijūbyō no Kōbō" (石田の作戦、20秒の攻防))                                 | 12 tháng 3 năm 2008  |
| 165 | "Ý định giết người! Grimmjow vui tươi" "Satsui Futtō! Kanki no Gurimujō" (殺意沸騰！歓喜のグリムジョー)                                    | 19 tháng 3 năm 2008  |
| 166 | "Nỗ lực tuyệt vọng so với nỗ lực tuyệt vọng! Hollowfied Ichigo" "Shiryoku vs. Shiryoku! Horōkashita Ichigo" (死力VS死力！ホロウ化した一護) | 9 tháng 4 năm 2008   |
| 167 | "Giờ phút quyết định, kết thúc của Grimmjow" "Kecchaku no Toki, Gurimujō no Saigo" (決着の時、グリムジョーの最後)                          | 16 tháng 4 năm 2008  |

### Mùa 9: Tân đội trưởng Shūsuke Amagai (2008)
| #   | Tên tập phim | Ngày phát sóng gốc  |
| --- | --- | ------------------- |
| 168 | "Đội trưởng mới xuất hiện! Tên của ông là Amagai Shusuke" "Shin Taichō Tōjō! Sono Namae wa Amagai Shūsuke" (新隊長登場！その名前は天貝繍助)                 | 23 tháng 4 năm 2008 |
| 169 | "Phát triển mới, học sinh nguy hiểm xuất hiện" "Shin Tenkai, Kiken na Tenkōsei Arawaru!" (新展開、危険な転校生現る！)                                       | 7 tháng 5 năm 2008  |
| 170 | "Cuộc đấu tranh tuyệt vọng trong đêm trăng, các sát thủ bí ẩn và Zanpakuto" "Tsukiyo no Shitō, Nazo no Shikaku to Zanpakutō" (月夜の死闘、謎の刺客と斬魄刀) | 14 tháng 5 năm 2008 |
| 171 | "Những bông hoa thừa thải xinh đẹp" "Kenryū, Sakimidareru Beni no Hana" (犬龍、咲き乱れる紅の華)                                                            | 21 tháng 5 năm 2008 |
| 172 | "Kifune đi đến chiến tranh! Gió bạo ngược Rages" "Kifune Shutsujin! Fukiareru Reppū" (貴船出陣！吹き荒れる烈風)                                             | 28 tháng 5 năm 2008 |
| 173 | "Sự xuất hiện của tội ác to lớn! Bóng tối trong nhà của Kasumioji" "Kyoaku no Tōjō! Kasumiōji-ka no Yami" (巨悪の登場！霞大路家の闇)                        | 4 tháng 6 năm 2008  |
| 174 | "Cái gương bị phá vỡ! Ichigo bị giam cầm" "Kagami no Kyōkai o Yabure! Toraware no Ichigo" (鏡の境界を破れ！捕らわれの一護)                                  | 11 tháng 6 năm 2008 |
| 175 | "Revening sát thủ, Ichigo nhắm mục tiêu" "Fukushū no Shikaku, Nerawareta Ichigo" (復讐の刺客、狙われた一護)                                                 | 18 tháng 6 năm 2008 |
| 176 | "Bí ẩn! Sát thủ tiêu diệt Assassin" "Kaiki! Katana o Kuu Ansatsusha" (怪奇！刀を喰う暗殺者))                                                                | 25 tháng 6 năm 2008 |
| 177 | "Bí ẩn! Sát thủ tiêu diệt Assassin (tiếp theo)" "Gyakuten no Rukia! Bōsōsuru Yaiba" (逆転のルキア、暴走する刀))                                             | 25 tháng 6 năm 2008 |
| 178 | "Những cơn ác mộng xảy ra, Ichigo bên trong gương" "Miserareta Akumu, Kagami no Naka no Ichigo" (見せられた悪夢、鏡の中の一護)                              | 2 tháng 7 năm 2008  |
| 179 | "Cuộc đối đầi!? Amagai VS Hộ Đình Thập Tam Đội" "Tairitsu!? Amagai VS Gotei Jūsantai" (対立!?天貝VS護廷十三隊)                                              | 9 tháng 7 năm 2008  |
| 180 | "Quyết định của công chúa, cô dâu buồn rầu" "Hime no Ketsui, Kanashiki Hanayome" (姫の決意、哀しき花嫁)                                                     | 16 tháng 7 năm 2008 |
| 181 | "Đội 2 xuất kích! Ichigo bị bao vây" "Nibantai Shutsugeki! Hōisareta Ichigo" (二番隊出撃！包囲された一護)                                                   | 23 tháng 7 năm 2008 |
| 182 | "Sức mạnh thật sự của Amagai, Zanpakuto được giải thoát" "Amagai no Jitsuryoku, Zanpakutō Kaihō!" (天貝の実力、斬魄刀解放!)                                 | 30 tháng 7 năm 2008 |
| 183 | "Bóng tối di chuyển! Màu sắc thật sự của Kifune" "Ugokidashita Yami! Kifune no Shōtai" (動き出した闇！貴船の正体)                                           | 6 tháng 8 năm 2008  |
| 184 | "Kira và Kifune, trận chiến của đội 3" "Kira to Kifune, Sanbantai no Kōbō" (吉良と貴船、三番隊の攻防)                                                       | 20 tháng 8 năm 2008 |
| 185 | "Băng và lửa! Cuộc chiến đấu ác liệt của Amagai VS Hitsugaya" "Kōri to Honō! Amagai VS Hitsugaya no Gekitō" (氷と炎！天貝VS日番谷の激闘)                    | 27 tháng 8 năm 2008 |
| 186 | "Đơn đặt hàng đã lên đường! Ngăn chặn nhà của Kasumioji" "Shutsugeki Shirei! Kasumiōji-ka o Seiatsu seyo" (出撃指令！霞大路家を制圧せよ)                    | 3 tháng 9 năm 2008  |
| 187 | "Ichigo Rages! Bí mật của sát thủ" "Ichigo Gekido! Ansatsusha no Himitsu" (一護激怒！暗殺者の秘密)                                                          | 10 tháng 9 năm 2008 |
| 188 | "Đấu! Amagai VS Ichigo" "Kettō! Amagai VS Ichigo" (決闘！天貝VS一護)                                                                                        | 17 tháng 9 năm 2008 |
| 189 | "Niềm tự hào của Shinigami giảm xuống" "Ochita Shinigami no Hokori" (堕ちた死神の誇り)                                                                      | 7 tháng 10 năm 2008 |

### Mùa 10: Arrancar Phần 4: Arrancar vs Shinigami (2008–2009)
| #   | Tên tập phim | Ngày phát sóng gốc   |
| --- | --- | -------------------- |
| 190 | "Chương Hueco Mundo, khởi động lại" "Weko Mundo Hen, Saikai!" (ウェコムンド編、再会！)                                          | 14 tháng 10 năm 2008 |
| 191 | "Các bữa tiệc đáng sợ, nhà hát Szayelaporro" "Kyōen, Zaeruaporo Gekijō" (恐宴、ザエルアポロ劇場)                                | 21 tháng 10 năm 2008 |
| 192 | "Bí mật của Nel, một mĩ nữ tham gia trận chiến" "Neru no Himitsu, Kyonyū Bijo Sansen!?" (ネルの秘密、 巨乳美女参戦!?)           | 28 tháng 10 năm 2008 |
| 193 | "Không thể cưỡng lại, con rối hiển thị của khủng bố" "Teikō Funō, Kyōfu no Ningyōgeki" (抵抗不能、恐怖の人形劇)                 | 4 tháng 11 năm 2008  |
| 194 | "Quá khứ của Nelliel" "Nerieru no Kako" (ネリエルの過去)                                                                        | 11 tháng 11 năm 2008 |
| 195 | "Liên minh cuối cùng! Mức độ nghiêm trọng của Pesche" "Kyūkyoku Gattai! Pesshe no Honki" (究極合体！ペッシェの本気)             | 18 tháng 11 năm 2008 |
| 196 | "Tham gia trận chiến! Quân đội Shinigami mạnh nhất" "Sanzen! Saikyō Shinigami Gundan Tōjō" (参戦！最強死神軍団登場)             | 25 tháng 11 năm 2008 |
| 197 | "Bankai của Byakuya, sự tức giận im lặng" "Byakuya Bankai, Shizukanaru Ikari" (白哉卍解、静かなる怒り)                          | 2 tháng 12 năm 2008  |
| 198 | "Hai nhà khoa học, cái bẫy của Mayuri" "Futari no Kagakusha, Mayuri no Wana" (2人の科学者、マユリの罠)                          | 9 tháng 12 năm 2008  |
| 199 | "Ngày sinh của thánh, phục sinh Szayelaporro" "Seitan, Yomigaeru Zaeruaporo" (聖誕、蘇るザエルアポロ)                           | 16 tháng 12 năm 2008 |
| 200 | "Cơ thể khó khăn nhất!? Cắt giảm Nnoitra" "Saikō no Karada!? Noitora o Kire" (最硬の体!? ノイトラを斬れ)                        | 23 tháng 12 năm 2008 |
| 201 | "Nnoitra được giải thoát! Vũ khí được nâng lên" "Noitora Kaihō! Zōshokushita Ude" (ノイトラ開放！増殖した腕)                    | 6 tháng 1 năm 2009   |
| 202 | "Kết thúc trận đấu ác liệt! Ai là kẻ mạnh" "Gekitō Ketchaku! Saikyō wa Dare da" (激闘決着！最強は誰だ)                          | 13 tháng 1 năm 2009  |
| 203 | "Thị trấn Karakura thu thập! Aizen so với Shinigami" "Karakura-chō ni Shūketsu! Aizen Tai Shinigami" (空座町に集結！藍染対死神) | 20 tháng 1 năm 2009  |
| 204 | "Chiến lược thuyết phục Seppuku của Ichigo" "Ichigo no Seppuku Settoku Sakusen" (一護の切腹説得大作戦☆)                         | 27 tháng 1 năm 2009  |
| 205 | "Bùng nổ! Giải đấu Kemari của những Hollow" "Doki! Horō Darake no Kemari Taikai" (ドキ！虚だらけの蹴鞠大会)                     | 3 tháng 2 năm 2009   |

### Mùa 11: Quá khứ (2009)
| #   | Tên tập phim | Ngày phát sóng gốc  |
| --- | --- | ------------------- |
| 206 | "Bắt đầu chương mới! Sự thật từ 110 năm trước" "Kako Hen Kaishi! Hyakujū Nen Mae no Shinjitsu" (過去編開始！110年前の真実) | 10 tháng 2 năm 2009 |
| 207 | "Tân đội trưởng đội 12, Urahara Kisuke" "Jūnibantai Shin Taichō, Urahara Kisuke" (十二番隊新隊長、浦原喜助)                | 17 tháng 2 năm 2009 |
| 208 | "Aizen và cậu bé thiên tài" "Aizen to Tensai Shōnen" (藍染と天才少年)                                                      | 24 tháng 2 năm 2009 |
| 209 | "Sư đoàn số 9 của Muguruma di chuyển" "Muguruma Kyūbantai, Shutsudōse Yo" (六車九番隊、出動せよ)                           | 3 tháng 3 năm 2009  |
| 210 | "Hiyori chết? Sự khởi đầu của thảm kịch" "Hiyori Shisu? Higeki no Hajimari" (ひよ里死す? 悲劇の始まり)                     | 10 tháng 3 năm 2009 |
| 211 | "Sự phản bội! Thao tác bí mật của Aizen" "Uragiri! An'yaku no Aizen" (裏切り！暗躍の藍染)                                  | 17 tháng 3 năm 2009 |
| 212 | "Cứu hội Hirako! Aizen VS Urahara" "Hirako o Sukue! Aizen VS Urahara" (平子を救え！藍染VS浦原)                             | 24 tháng 3 năm 2009 |

### Mùa 12: Arrancar Phần 5: Trận chiến ở Karakura (2009)
| #   | Tên tập phim | Ngày phát sóng gốc  |
| --- | --- | ------------------- |
| 213 | "Binh đoàn Konzo: Karakuraizer ra đời" "Konsō Deka Karakuraizā Tanjō" (魂葬刑事カラクライザー誕生)                                  | 31 tháng 3 năm 2009 |
| 214 | "Ngày cuối cùng của Karakuraizer" "Karakuraizā Saigo no Hi" (カラクライザー最後の日)                                                | 7 tháng 4 năm 2009  |
| 215 | "Bảo vệ thị trấn Karakura! Toàn bộ sự xuất hiện của Shinigami" "Karakura-chō o Mamore! Shinigami Sōtōjō" (空座町を護れ！死神総登場) | 11 tháng 4 năm 2009 |
| 216 | "Elite! Bốn Shinigami" "Seiei! Yonnin no Shinigami" (精鋭！四人の死神)                                                              | 18 tháng 4 năm 2009 |
| 217 | "Nép đẹp Devil Charlotte" "Utsukushiki Koakuma Sharurotte" (美しき小悪魔シャルロッテ)                                               | 25 tháng 4 năm 2009 |
| 218 | "Kira, trận chiến trong tuyệt vọng" "Kira, Zetsubō no Naka de no Tatakai" (吉良、絶望の中での戦い)                                  | 5 tháng 5 năm 2009  |
| 219 | "Shikai của Hisagi! Tên là..." "Hisagi Shikai! Sono na wa..." (檜佐木始解！その名は…)                                               | 12 tháng 5 năm 2009 |
| 220 | "Ikkaku thất bại! Cuộc khủng hoảng của Shinigami" "Ikkaku Taoreru! Shinigami no Kiki" (一角倒れる！死神の危機)                      | 19 tháng 5 năm 2009 |
| 221 | "Chiến đấu đến cùng! Shinigami VS Espada" "Zenmen Taiketsu! Shinigami VS Esupāda" (全面対決！死神VS十刃)                            | 26 tháng 5 năm 2009 |
| 222 | "Khẩu hiệu độc ác nhất!? Soifon & Omaeda" "Saikyō Taggu!? Soifon & Ōmaeda" (最凶タッグ!?砕蜂&大前田)                                | 2 tháng 6 năm 2009  |
| 223 | "Một cơ thể kỳ diệu! Phiên bản Ggio" "Kyōi no Nikutai! Jio Kaihō" (驚異の肉体！ジオ解放)                                            | 9 tháng 6 năm 2009  |
| 224 | "3 đấu 1! Rangiku của khủng hoảng" "3 vs 1 no Sentō! Pinchi no Rangiku" (3vs1の戦闘！ピンチの乱菊)                                  | 16 tháng 6 năm 2009 |
| 225 | "Tất cả các đội phó bị tiêu diệt! Những con thú ma quỷ" "Fukutaichō Zenmetsu! Kyōfu no Yōjū" (副隊長全滅！恐怖の妖獣)               | 23 tháng 6 năm 2009 |
| 226 | "Chiến đấu ác liệt kết thúc? Hướng đến một trận chiến mới!" "Gekitō Shūketsu? Aratanaru Tatakai e!" (激闘終結？新たなる戦いへ！)    | 30 tháng 6 năm 2009 |
| 227 | "Sự sai lầm kỳ lạ" "Wandafuru Erā" (ワンダフル・エラー)                                                                             | 7 tháng 7 năm 2009  |
| 228 | "Hè đến rồi! Ra biển thôi! Lễ hội đồ bơi" "Natsu da! Umi da! Mizugisai!!" (夏だ！海だ！水着祭!!)                                    | 14 tháng 7 năm 2009 |
| 229 | "Tiếng khóc của linh hồn? Zura Shinigami xuất hiện" "Tamashii no Sakebi? Zura Shinigami Tanjō!" (魂の叫び？ヅラ死神誕生！)          | 21 tháng 7 năm 2009 |

### Mùa 13: Zanpakutō: Sử thi giao thế (2009–2010)
| #   | Tên tập phim                                                                  | Ngày phát sóng gốc   |
| --- | ----------------------------------------------------------------------------- | -------------------- |
| 230 | "Aratanaru Teki! Zanpakutō Jittaika" (新たなる敵！斬魄刀実体化)               | 28 tháng 7 năm 2009  |
| 231 | "Byakuya, Sakura to Tomo ni Kiyu" (白哉、桜と共に消ゆ)                        | 4 tháng 8 năm 2009   |
| 232 | "Sode no Shirayuki tai Rukia! Kokoro no Madoi" (袖白雪VSルキア！心の惑い)     | 11 tháng 8 năm 2009  |
| 233 | "Teki to Natta Zangetsu" (敵となった斬月)                                     | 18 tháng 8 năm 2009  |
| 234 | "Renji Kyōgaku!? Futari no Zabimaru" (恋次驚愕!? 2人の蛇尾丸)                 | 25 tháng 8 năm 2009  |
| 235 | "Gekitotsu! Hisagi tai Kazeshini" (激突！檜佐木VS風死))                       | 1 tháng 9 năm 2009   |
| 236 | "Hanate! Aratanaru Getsuga Tenshō" (放て！新たなる月牙天衝)                   | 8 tháng 9 năm 2009   |
| 237 | "Soifon, Zanpakutō o Hōi se yo" (砕蜂、斬魄刀を包囲せよ)                      | 15 tháng 9 năm 2009  |
| 238 | "Yūjō? Ken'o? Haineko to Tobiume" (友情？嫌悪？灰猫＆飛梅)                    | 22 tháng 9 năm 2009  |
| 239 | "Mezame yo Hyōrinmaru! Hitsugaya Gekitō" (目覚めよ氷輪丸！日番谷激闘)         | 29 tháng 9 năm 2009  |
| 240 | "Uragiri no Byakuya" (裏切りの白哉)                                           | 6 tháng 10 năm 2009  |
| 241 | "Hokori no Tame ni! Byakuya tai Renji" (誇りのために！白哉VS恋次)             | 13 tháng 10 năm 2009 |
| 242 | "Shinigami to Zanpakutō, Sōshutsugeki" (死神＆斬魄刀、総出撃)                 | 20 tháng 10 năm 2009 |
| 243 | "Ikkiuchi! Ichigo tai Senbonzakura" (一騎打ち！一護VS千本桜)                  | 27 tháng 10 năm 2009 |
| 244 | "Man o Moshite... Kenpachi Tōjō!" (満を持して…剣八登場！)                     | 3 tháng 11 năm 2009  |
| 245 | "Byakuya o Oe! Konran no Goteitai" (白哉を追え！混乱の護廷隊)                 | 10 tháng 11 năm 2009 |
| 246 | "Tokumu! Yamamoto Sōtaichō o Kyūshutsu se yo!" (特務！山本総隊長を救出せよ！) | 17 tháng 11 năm 2009 |
| 247 | "Damasareta Shinigami! Sekai Hōkai no Kiki" (騙された死神！世界崩壊の危機)    | 24 tháng 11 năm 2009 |
| 248 | "Kōri no Ryū to Honoo no Ryū! Saikyō Taiketsu!" (氷の龍と炎の龍！最強対決！)  | 1 tháng 12 năm 2009  |
| 249 | "Senbonzakura Bankai! Gensei no Kōbō" (千本桜卍解！現世の攻防)                | 8 tháng 12 năm 2009  |
| 250 | "Sono Otoko - Kuchiki-ke Yue ni" (その男・朽木家ゆえに)                       | 15 tháng 12 năm 2009 |
| 251 | "Yami no Rekishi! Saikyō no Shinigami, Tanjō" (闇の歴史！最凶の死神、誕生)    | 22 tháng 12 năm 2009 |
| 252 | "Byakuya, Uragiri ni Kakusareta Shinjitsu" (白哉、裏切りに隠された真実)       | 5 tháng 1 năm 2010   |
| 253 | "Akasareta Muramasa no Shōtai" (明かされた村正の正体)                         | 12 tháng 1 năm 2010  |
| 254 | "Byakuya to Renji, Rokubantai Futatabi" (白哉と恋次、六番隊再び)              | 19 tháng 1 năm 2010  |
| 255 | "Shūshō - Zanpakutō Ibun Hen" (終章・斬魄刀異聞篇)                            | 26 tháng 1 năm 2010  |
| 256 | "Ikari no Byakuya! Kuchiki-ke Hōkai" (怒りの白哉！朽木家崩壊)                 | 2 tháng 2 năm 2010   |
| 257 | "Aratana Teki! Tōjū no Shōtai" (新たな敵！刀獣の正体)                         | 9 tháng 2 năm 2010   |
| 258 | "Maigo no Hebi, Junan no Saru" (迷子の蛇 受難の猿)                            | 16 tháng 2 năm 2010  |
| 259 | "Kyōfu! Chika ni Hisomu Kaibutsu" (恐怖！地下に潜む怪物)                      | 23 tháng 2 năm 2010  |
| 260 | "Ketchaku!? Hisagi tai Kazeshini" (決着!?檜佐木VS風死)                        | 2 tháng 3 năm 2010   |
| 261 | "Michinaru Nōryokusha! Nerawareta Orihime" (未知なる能力者！狙われた織姫)     | 9 tháng 3 năm 2010   |
| 262 | "Higeki no Tōjū! Haineko, Gōkyū!" (悲劇の刀獣！灰猫、号泣！)                  | 16 tháng 3 năm 2010  |
| 263 | "Yūhei?! Senbonzakura & Zabimaru" (幽閉?!千本桜＆蛇尾丸)                      | 23 tháng 3 năm 2010  |
| 264 | "Onna no Tatakai? Katen Kyōkotsu tai Nanao!" (女の戦い？花天狂骨VS七緒！)     | 30 tháng 3 năm 2010  |
| 265 | "Shinka?! Saigo no Tōjū no Kyōi" (進化!?最後の刀獣の脅威)                     | 6 tháng 4 năm 2010   |

### Mùa 14: Arrancar Phần 6: Espada sụp đổ (2010–2011)
| #   | Tên tập phim | Ngày phát sóng gốc   |
| --- | --- | -------------------- |
| 266 | "Ichigo VS Ulquiorra, bắt đầu lại" "Ichigo tai Urukiora, Saikai" (一護VSウルキオラ、再開)                                                           | 13 tháng 4 năm 2010  |
| 267 | "Kết nối trái tim! Nắm đấm trái chuẩn bị cho cái chết" "Tsunagaru Kokoro! Kesshi no Saken" (繋がる心！決死の左拳)                                   | 20 tháng 4 năm 2010  |
| 268 | "Hận thù và ghen tị, tiến thoái lưỡng nan của Orihime" "Zōo to Shitto, Kyūchi no Orihime" (憎悪と嫉妬、窮地の織姫)                                  | 27 tháng 4 năm 2010  |
| 269 | "Ichigo và Uryu, liên kết trở lại" "Ichigo to Uryū, Senakaawase no Kizuna" (一護と雨竜、背中合わせの絆)                                             | 4 tháng 5 năm 2010   |
| 270 | "Bắt đầu tuyệt vọng... Ichigo, lưỡi không thể cử động" "Zetsubō no Hajimari... Ichigo, Todokanu Yaiba" (絶望の始まり…一護、届かぬ刃)                | 11 tháng 5 năm 2010  |
| 271 | "Ichigo chết! Orihime, nước mắt trong đau khổ" "Ichigo Shisu! Orihime, Hitsū no Sakebi!" (一護死す！織姫、悲痛の叫び！)                             | 18 tháng 5 năm 2010  |
| 272 | "Ichigo so với Ulquiorra, kết thúc" "Ichigo tai Urukiora, Ketchaku!" (一護VSウルキオラ、決着！)                                                     | 25 tháng 5 năm 2010  |
| 273 | "Cơn giận dữ của những con cá mập! Harribel trốn thoát" "Same no Mōi! Hariberu Kaihō" (鮫の猛威！ハリベル解放)                                      | 1 tháng 6 năm 2010   |
| 274 | "Toshiro, thiên đường chết với hàng trăm hoa tạg" "Hitsugaya, Sutemi no Hyōten Hyakkasō!" (日番谷、捨て身の氷天百華葬！)                            | 8 tháng 6 năm 2010   |
| 275 | "Hơi thở gần với cái chết, các vua quy tắc trên sự chết" "Semaru Shi no Ibuki, Shi o Tsukasadoru Ō!" (迫る死の息吹、死を司る王！)                   | 15 tháng 6 năm 2010  |
| 276 | "Một trong những cái chết, Suì-Fēng, Bankai!" "Ichigeki Kessatsu, Soifon, Bankai!" (一撃決殺、砕蜂、卍解！)                                         | 22 tháng 6 năm 2010  |
| 277 | "Đỉnh cao! Shunsui VS Starrk" "Hakunetsu! Kyōraku tai Sutāku!" (白熱！京楽ＶＳスターク！)                                                           | 29 tháng 6 năm 2010  |
| 278 | "Trả lại cơn ác mộng... sự phục hồi của Espada" "Akumu Futatabi... Fukkatsu no Esupāda" (悪夢再び…復活の十刃)                                       | 6 tháng 7 năm 2010   |
| 279 | "Hirako và Aizen... hai số phận tái ngộ" "Hirako to Aizen... Innen no Saikai!" (平子と藍染…因縁の再会！)                                            | 13 tháng 7 năm 2010  |
| 280 | "Hisagi và Tosen... những khoảnh khắc chia tay" "Hisagi to Tōsen... Ketsubetsu no Toki!" (檜佐木と東仙・・・訣別の時！)                             | 20 tháng 7 năm 2010  |
| 281 | "Vương miện của sự dối trá... nuôi mối hận thù của Baraggan" "Itsuwari no Ōkan... Baragan no Enkon!" (偽りの王冠・・・バラガンの怨恨！)             | 27 tháng 7 năm 2010  |
| 282 | "Sức mạnh của linh hồn! Los Lobos tấn công" "Tamashii no Chikara! Rosu Robosu, Shūrai!" (魂の力！群狼、襲来！)                                      | 3 tháng 8 năm 2010   |
| 283 | "Starrk, chiến lược đơn độc" "Sutāku, Tatta Hitori no Tatakai" (スターク、たった独りの戦い)                                                         | 10 tháng 8 năm 2010  |
| 284 | "Chuỗi của sự hi sinh... quá khứ của Harribel" "Gisei no Rensa... Hariberu no Kako" (犠牲の連鎖・・・ハリベルの過去)                                | 17 tháng 8 năm 2010  |
| 285 | "Nuôi mối hận thù trăm năm... trả thù của đội" "Hyakunen no Enkon... Hiyori no Fukushū!" (百年の怨恨・・・ひよ里の復讐！)                           | 24 tháng 8 năm 2010  |
| 286 | "Bảo vệ thị trấn Karakura! Hướng tới thế giới thực" "Karakura-chō o Mamore! Ichigo, Gense e!" (空座町を護れ！一護、現世へ！)                        | 31 tháng 8 năm 2010  |
| 287 | "Ngoại truyện! Ichigo và cây đèn ma thuật" "Gaiden! Ichigo to Mahō no Ranpu!" (外伝！一護と魔法のランプ！)                                          | 7 tháng 9 năm 2010   |
| 288 | "Lá thẻ chủ chốt quyết định! Hướng đến trận chiến quyết đinhk" "Saigo no Kirifuda! Ichigo, Kessen e!" (最後の切り札！一護、決戦へ！)                | 14 tháng 9 năm 2010  |
| 289 | "Byakuya VS Kenpachi!? Trận chiến bắt đầu" "Byakuya tai Kenpachi!? Ransen Kaishi!" (白哉vs剣八!? 乱戦開始！)                                        | 21 tháng 9 năm 2010  |
| 290 | "Vì lợi ích của công lý!? Người đàn ông đã bỏ Shinigami" "Seigi no Tame ni!? Shinigami o Suteta Otoko" (正義の為に!? 死神を捨てた男)                | 28 tháng 9 năm 2010  |
| 291 | "Tuyệt vọng của cuộc đấu tranh với Aizen! Hirako, Shikai" "Aizen to no Shitō! Hirako, Shikai!" (藍染との死闘！平子、始解！)                         | 5 tháng 10 năm 2010  |
| 292 | "Chiến tranh kết thúc! Aizen VS Shinigami" "Zenmen Sensō! Aizen tai Shinigami!" (全面戦争！藍染ＶＳ死神！)                                          | 12 tháng 10 năm 2010 |
| 293 | "Toshiro điên cuồng" "Hitsugaya, Gekkō! Nikushimi no Yaiba!" (日番谷、激昂！憎しみの刃！)                                                           | 19 tháng 10 năm 2010 |
| 294 | "Không thể để tấn công!? Genryusai kín" "Kōgeki Funō!? Fūjirareta Genryūsai!" (攻撃不能！？封じられた元柳斎！)                                      | 26 tháng 10 năm 2010 |
| 295 | "Đó là một cái bẫy" "Subete wa Wana... Shikumareta Kizuna!" (全ては罠…仕組まれた絆！)                                                               | 2 tháng 11 năm 2010  |
| 296 | "Sự thật không thể tin... sức mạnh huyền bí trong Ichigo" "Shōgeki no Shinjitsu... Ichigo ni Himerareta Chikara!" (衝撃の真実…一護に秘められた力！) | 9 tháng 11 năm 2010  |
| 297 | "Ichigo VS Gin" "Nobiru Yaiba!? Ichigo tai Gin!" (伸びる刃！？一護VSギン！)                                                                         | 16 tháng 11 năm 2010 |
| 298 | "Phim! Lễ hội! Liên hoan phim Shinigami" "Eiga da! Matsuri da! Shinigami Eigasai!" (映画だ！祭りだ！死神映画祭！)                                   | 23 tháng 11 năm 2010 |
| 299 | "Nhà hát mở ra kỉ niệm! Đoạn đầu của chương kỉ niệm" "Gekijō Kōkai Kinen! Jigoku Hen: Joshō" (劇場公開記念！地獄編・序章)                           | 30 tháng 11 năm 2010 |
| 300 | "Urahara xuất hiện! Aizen ngừng lại" "Urahara Tōjō! Aizen o Soshi se yo!" (浦原登場！藍染を阻止せよ！)                                              | 7 tháng 12 năm 2010  |
| 301 | "Ichigo mất tinh thần chiến đấu của mình!? Kỳ vọng của Gin" "Ichigo, Sen'i Sōshitsu!? Gin no Omowaku!" (一護、戦意喪失！？ギンの思惑！)             | 14 tháng 12 năm 2010 |
| 302 | "Getsuga Tensho trận chiến cuối cùng!? Sự rèn luyện của Ichigo" "Saigo no Getsuga Tenshō!? Ichigo no Shugyō!" (最後の月牙天衝！？一護の修行！)      | 21 tháng 12 năm 2010 |
| 303 | "Shinigami trong thế giới thực! Năm mới đặc biệt" "Gense mo Shinigami mo! O-shōgatsu Supesharu!" (現世も死神も！お正月スペシャル！)                 | 4 tháng 1 năm 2011   |
| 304 | "Ngoại truyện khác! Năng lượng thời gian là quái vật" "Gaiden Futatabi! Kondo no Teki wa Monsutā!?" (外伝再び！今度の敵はモンスター！？)            | 11 tháng 1 năm 2011  |
| 305 | "Mōsō Bakusō! Hisagi, Onsen Ryokan e!" (妄想爆走！檜佐木、温泉旅館へ！)                                                                             | 18 tháng 1 năm 2011  |
| 306 | "Vì lợi ích của bảo vệ! Ichigo VS Tensa Zangetsu" "Mamoru Tame ni! Ichigo tai Tensa Zangetsu!" (護るために！一護ＶＳ天鎖斬月！)                     | 25 tháng 1 năm 2011  |
| 307 | "Tình trạng khẩn cấp! Aizen, sự tiến hóa mới" "Kinkyū Jitai! Aizen, Saranaru Shinka!" (緊急事態！藍染、更なる進化！)                                | 1 tháng 2 năm 2011   |
| 308 | "Tạm biệt Rangiku" "Sayonara... Rangiku" (さよなら…乱菊)                                                                                            | 8 tháng 2 năm 2011   |
| 309 | "Kết thúc trận đấu ác liệt" "Gekitō Ketchaku! Hanate, Saigo no Getsuga Tenshō!" (激闘決着！放て、最後の月牙天衝！)                                  | 15 tháng 2 năm 2011  |
| 310 | "Độ phân giải của Ichigo! Cái giá của trận chiến ác liệt" "Ichigo no Kakugo! Gekitō no Daishō" (一護の覚悟！激闘の代償)                             | 22 tháng 2 năm 2011  |
| 311 | "Thám tử Karakuraizer xuất hiện một lần nữa" "Konsō Keiji Karakuraizā Sai Hasshin!" (魂葬刑事・カラクライザー再発進！)                              | 1 tháng 3 năm 2011   |
| 312 | "Shūnin! Aratanaru Nibantai Taichō!" (就任！新たなる二番隊隊長！)                                                                                   | 8 tháng 3 năm 2011   |
| 313 | "Jūichibantai ni Inochi o Kaketa Otoko!" (十一番隊に命を賭けた男！)                                                                                 | 15 tháng 3 năm 2011  |
| 314 | "Kon wa Mita! Bijin Ōeru no Himitsu" (コンは見た！美人OLの秘密)                                                                                     | 22 tháng 3 năm 2011  |
| 315 | "Bạn của Yachiru! Shinigami chính nghĩa xuất hiện" "Yachiru no Tomo! Seigi no Shinigami Tōjō!" (やちるの友！正義の死神登場！)                       | 29 tháng 3 năm 2011  |
| 316 | "Ngày nghỉ của Hitsugaya Toshiro" "Hitsugaya Toshirō no Kyūjitsu!" (日番谷冬獅郎の休日！)                                                           | 5 tháng 4 năm 2011   |

### Mùa 15: Cuộc xâm chiếm của Hộ Đình Thập Tam Đội (2011)
| #   | Tên tập phim                                                                          | Ngày phát sóng gốc  |
| --- | ------------------------------------------------------------------------------------- | ------------------- |
| 317 | "Seireitei ni Ihen?! Gotei Jūsantai Shingun Hen!" (瀞霊廷に異変?!護廷十三隊侵軍篇！)  | 12 tháng 4 năm 2011 |
| 318 | "Renji tai Rukia?! Nakama to no Tatakai!" (恋次ＶＳルキア?!仲間との戦い！)            | 19 tháng 4 năm 2011 |
| 319 | "Ichigo Hobakumō! Sōru Sosaeti o Dasshutsu se yo!" (一護捕縛網！尸魂界を脱出せよ！)   | 26 tháng 4 năm 2011 |
| 320 | "Gotei Jūsantai, Gense ni Shūketsu!" (護廷十三隊、現世に集結！)                       | 3 tháng 5 năm 2011  |
| 321 | "Jibun Dōshi no Taiketsu, Ikkaku tai Ikkaku!" (自分同士の対決、一角VS一角！)          | 10 tháng 5 năm 2011 |
| 322 | "Gekitotsu! Rukia tai Rukia!" (激突！ルキアVSルキア！)                                | 17 tháng 5 năm 2011 |
| 323 | "Mamore Ichigo! Nozomi no Ketsui" (護れ一護！望実の決意)                              | 24 tháng 5 năm 2011 |
| 324 | "Seireitei Dakkan e! Taichō-tachi, Ugoku!" (瀞霊廷奪還へ！隊長たち、動く！)           | 31 tháng 5 năm 2011 |
| 325 | "Shinzuru Mono no Tame ni! Byakuya tai Hitsugaya!" (信ずるものの為に！白哉vs日番谷！) | 7 tháng 6 năm 2011  |
| 326 | "Futari no Hinamori, Hitsugaya no Kakugo" (ふたりの雛森、日番谷の覚悟)                | 14 tháng 6 năm 2011 |
| 327 | "Kuchiki-ke no Hokori! Byakuya tai Byakuya!" (朽木家の誇り！白哉VS白哉！)             | 21 tháng 6 năm 2011 |
| 328 | "Kagerōza o Taose! Shinigami, Sōryokusen!" (影狼佐を倒せ！死神、総力戦！)             | 28 tháng 6 năm 2011 |
| 329 | "Kindan no Kenkyū... Nozomi ni Kakusareta Himitsu!" (禁断の研究…望実に隠された秘密！) | 5 tháng 7 năm 2011  |
| 330 | "Ikitai...! Nozomi no Zanpakutō" (生きたい…！望実の斬魄刀)                            | 12 tháng 7 năm 2011 |
| 331 | "Tatakau Tame ni! Mezame yo Nozomi!" (戦うために！ 目覚めよ望実！)                    | 19 tháng 7 năm 2011 |
| 332 | "Saikyo no Reigai, Gense ni Arawaru!" (最凶の霊骸、 現世に現る！)                     | 26 tháng 7 năm 2011 |
| 333 | "Nozomi o Kesu!? Genryūsai no Ketsudan!" (望実を消す!? 元柳斎の決断！)                | 2 tháng 8 năm 2011  |
| 334 | "Ushinawareru Reiatsu! Ichigo, Tamashii no Shitō!" (失われる霊圧！ 一護、魂の死闘！)  | 9 tháng 8 năm 2011  |
| 335 | "Dangai ni Senpuku? Mō Hitori no Ichigo!?" (断界に潜伏？もう一人の一護！？)           | 16 tháng 8 năm 2011 |
| 336 | "Kagerōza o Oe! Gijutsu Kaihatsukyoku, Sennyū!" (影狼佐を追え！技術開発局、潜入！)    | 23 tháng 8 năm 2011 |
| 337 | "Kaizō Konpaku no Kaihatsusha" (改造魂魄の開発者)                                     | 30 tháng 8 năm 2011 |
| 338 | "Kon no Omoi, Nozomi no Omoi" (コンの想い、望実の想い)                                | 6 tháng 9 năm 2011  |
| 339 | "Ichigo o Mamore! Nakama-tachi no Kizuna!" (一護を護れ！仲間たちの絆！)               | 13 tháng 9 năm 2011 |
| 340 | "Reigai tai Genshu, Hokori o Kaketa Gekitō!" (霊骸VS原種、誇りをかけた激闘！)         | 20 tháng 9 năm 2011 |
| 341 | "Shingun Hen, Saishū Ketchaku!" (侵軍篇、最終決着！)                                  | 27 tháng 9 năm 2011 |
| 342 | "Cảm ơn" "Arigatō" (ありがとう)                                                       | 4 tháng 10 năm 2011 |

### Mùa 16: Shinigami thay thế mất tích (2011–2012)
| #   | Tên tập phim | Ngày phát sóng gốc   |
| --- | --- | -------------------- |
| 343 | "3 năm trung học sinh! Mặc quần áo lên và bắt đầu chương mới" "Kōkō 3 Nensei! Yosoi Arata ni Shinshō Kaishi!" (高校３年生！装い新たに新章開始！)                   | 11 tháng 10 năm 2011 |
| 344 | "Một cuộc tranh cãi trong trường học!? Ichigo và Uryu, chiến đấu với nhau" "Gakkō Kan Kōsō!? Ichigo to Uryū, Kyōtou!" (学校間抗争!?一護と雨竜、共闘！)             | 18 tháng 10 năm 2011 |
| 345 | "Uryu bị tấn công, một mối đe dọa thu hút bạn bè" "Osowareta Uryū, Nakama-tachi ni Semaru Kyōi!" (襲われた雨竜、仲間達に迫る脅威！)                                | 25 tháng 10 năm 2011 |
| 346 | "Furuburingu no Nōryokusha: Ginjō Kūgo" (完現術の能力者・銀城空吾)                                                                                                 | 1 tháng 11 năm 2011  |
| 347 | "Một mối nguy hiểm trong gia đình Kurosaki!? Sự nhầm lẫn của Ichigo" "Kurosaki-ka ni Shinobiyoru Kiki!? Ichigo no Mayoi!" (黒崎家に忍び寄る危機!?一護の迷い！)     | 8 tháng 11 năm 2011  |
| 348 | "Sức mạnh huy hiệu thay thế, của Ichigo "Pride"" "Daikōshō no Chikara, Ichigo no "Hokori"!" (代行証の力、一護の“誇り”！)                                           | 15 tháng 11 năm 2011 |
| 349 | "Mục tiêu tiếp theo, tay của Devil nhầm mục đích" "Tsugi no Hyōteki, Orihime o Nerau Ma no Te!" (次の標的、織姫を狙う魔の手！)                                     | 22 tháng 11 năm 2011 |
| 350 | "Kẻ đã giết một người thay thế cho Shinigami!? Tsukishima di chuyển" "Shinigami Daikō o Koroshita Otoko!? Ugokidasu Tsukishima" (死神代行を殺した男!?動き出す月島) | 29 tháng 11 năm 2011 |
| 351 | "Fullbring, tài năng kinh tởm" "Furuburingu, Imikirawareta Chikara!" (フルブリング、忌み嫌われた力！)                                                              | 6 tháng 12 năm 2011  |
| 352 | "Tsukishima, tấn công! Việc đào tạo bị cản trở" "Tsukishima, Kyōshū! Bōgaisareta Shugyō" (月島、強襲！妨害された修行)                                              | 13 tháng 12 năm 2011 |
| 353 | "Ichigo, nắm vững Fullbring" "Ichigo, Furuburingu o Tsukaikonase!" (一護、完現術を使いこなせ！)                                                                    | 20 tháng 12 năm 2011 |
| 354 | "Ichigo và Ginjo, các trò chơi không gian" "Ichigo tai Ginjō, Gēmu no Kūkan e" (一護vs銀城、ゲームの空間へ)                                                        | 27 tháng 12 năm 2011 |
| 355 | "Shinigami nhập trận! Seireitei cũng có một năm mới" "Shinigami Sansen! Seireitei mo Oshōgatsu SP!" (死神参戦！瀞霊廷もお正月SP！))                                | 10 tháng 1 năm 2012  |
| 356 | "Kẻ thù hoặc bạn bè! Trung tâm thần bí của Ginjo" "Teki ka Mikata ka!? Ginjō no Mienai Kokoro!" (敵か味方か!?銀城の見えない心！)                                   | 17 tháng 1 năm 2012  |
| 357 | "Lời đe dọa... khả năng của Tsukishima" "Shinobiyoru Kyōi... Tsukishima no Nōryoku!" (忍び寄る脅威…月島の能力！)                                                   | 24 tháng 1 năm 2012  |
| 358 | "Xung đột!? Cuộc tấn công Ginjo" "Gekitotsu!? Ginjō o Osou Ekusukyūshon" (激突!?銀城を襲うXCUTION)                                                                 | 31 tháng 1 năm 2012  |
| 359 | "Trận chiến đau đớn! Ichigo VS Sado & Orihime" "Kanashimi no Tatakai! Ichigo tai Sado to Orihime" (哀しみの戦い！一護VS茶渡＆織姫)                                 | 7 tháng 2 năm 2012   |
| 360 | "Ichigo VS Uryu!? Ai là kẻ phản bội" "Ichigo tai Uryū!? Uragirimono wa Dare da!" (一護vs雨竜!?裏切り者は誰だ！)                                                    | 14 tháng 2 năm 2012  |
| 361 | "Một hình mới! Gặp gỡ Hộ Đình Thập Tam Đội" "Arata na Sugata! Gotei Jūsan-tai, Kenzan!" (新たな姿！護廷十三隊、見参！)                                             | 21 tháng 2 năm 2012  |
| 362 | "Hồi sinh! Thay thế Shinigami: Kurosaki Ichigo" "Fukkatsu! Shinigami Daikō: Kurosaki Ichigo!" (復活！死神代行･黒崎一護！)                                          | 28 tháng 2 năm 2012  |
| 363 | "Chiến đấu ác liệt! Shinigami VS XCution" "Gekitō! Shinigami tai Ekusukyūshon!" (激闘！死神vsXCUTION！)                                                            | 6 tháng 3 năm 2012   |
| 364 | "Đấu tranh tuyệt vọng!? Nhứng kỉ niệm của Byakuya gặp rắc rối" "Zettai Zetsumei!? Kioku o Hasamareta Byakuya" (絶体絶命!?記憶を挟まれた白哉)                       | 13 tháng 3 năm 2012  |
| 365 | "Ichigo VS Ginjo! Bí mật của huy hiệu thay thế" "Ichigo tai Ginjō! Daikōshō no Himitsu" (一護VS銀城！代行証の秘密)                                                 | 20 tháng 3 năm 2012  |
| 366 | "Lịch sử thay đổi, trái tim không biến đổi" "Kawariyuku Rekishi, Kawaranu Kokoro" (変わりゆく歴史、変わらぬ心)                                                     | 27 tháng 3 năm 2012  |

### Bleach: Huyết chiến ngàn năm (2022-nay)
| Phần 1: |    |                                                                                           |                                                    |                  |                                |                      |
| 367     | 1  | "The Blood Warfare (dịch: Chiến trường máu)"                                              | Murata Hikaru                                      | Taguchi Tomohisa | Taguchi Tomohisa               | 11 tháng 10 năm 2022 |
| 368     | 2  | "Foundation Stones (dịch: Viên đá đầu tiên)"                                              | Sato Mitsutoshi                                    | Taguchi Tomohisa | Taguchi Tomohisa               | 18 tháng 10 năm 2022 |
| 369     | 3  | "March of the Starcross (dịch: Cuộc hành quân của quân đoàn Chữ thập)"                    | Kuramoto Hodaka                                    | Taguchi Tomohisa | Yamaguchi Hikaru               | 25 tháng 10 năm 2022 |
| 370     | 4  | "Kill The Shadow (dịch: Giết chết bóng tối)"                                              | Murata Hikaru                                      | Taguchi Tomohisa | Murata Hikaru                  | 1 tháng 11 năm 2022  |
| 371     | 5  | "Wrath as a Lightning (dịch: Thịnh nộ như chớp)"                                          | Sato Mitsutoshi                                    | Hiramatsu Masaki | Sato Mitsutoshi                | 8 tháng 11 năm 2022  |
| 372     | 6  | "The Fire (dịch: Ngọn lửa)"                                                               | Saitō Ema                                          | Hiramatsu Masaki | Taguchi Tomohisa               | 15 tháng 11 năm 2022 |
| 373     | 7  | "Born in the Dark (dịch: Sinh ra đen tối)"                                                | Ueda Shin'ichirō                                   | Hiramatsu Masaki | Tsuru Toshiyuki                | 22 tháng 11 năm 2022 |
| 374     | 8  | "The Shooting Star Project (Zero Mix)(dịch: Dự án Sao băng (Zero Mix))"                   | Jung Young Hoon                                    | Hiramatsu Masaki | Itadaki Shinji                 | 29 tháng 11 năm 2022 |
| 375     | 9  | "The Drop (dịch: Cú rơi)"                                                                 | Asakura Kaito                                      | Hiramatsu Masaki | Asakura Kaito                  | 6 tháng 12 năm 2022  |
| 376     | 10 | "The Battle (dịch: Trận chiến)"                                                           | Murata Hikaru                                      | Hiramatsu Masaki | Murata Hikaru                  | 13 tháng 12 năm 2022 |
| 377     | 11 | "Everything But the Rain (dịch: Mọi thứ ngoài cơn mưa)"                                   | Murata Hikaru, Kikuchi Yūsaku                      | Hiramatsu Masaki | Sato Mitsutoshi                | 20 tháng 12 năm 2022 |
| 378     | 12 | "Everything But the Rain: June Truth (dịch: Mọi thứ ngoài cơn mưa: Lời nói thật tháng 6)" | Jung Young Hoon                                    | Hiramatsu Masaki | Tokiwa Kentarō, Itadaki Shinji | 27 tháng 12 năm 2022 |
| 379     | 13 | "The Blade is Me (dịch: Thanh kiếm là Ta)"                                                | Taguchi Tomohisa, Sato Mitsutoshi, Odaka Yoshinori | Hiramatsu Masaki | Taguchi Tomohisa               | 27 tháng 12 năm 2022 |

| TT. tổng thể | TT. trong loạt phim | Tiêu đề                                             | Đạo diễn        | Biên kịch        | Bảng phân cảnh                                  | Ngày phát hành gốc  |
| ------------ | ------------------- | --------------------------------------------------- | --------------- | ---------------- | ----------------------------------------------- | ------------------- |
| 380          | 14                  | "The Last 9 Days (dịch: 9 ngày cuối cùng)"          | Murata Hikaru   | Hiramatsu Masaki | Taguchi Tomohisa, Kikuchi Yusaku, Murata Hikaru | 8 tháng 7 năm 2023  |
| 381          | 15                  | "Peace from Shadows (dịch: Bình yên từ Bóng tối)"   | Kikuchi Yusaku  | Hiramatsu Masaki | Taguchi Tomohisa, Itadaki Shinji                | 15 tháng 7 năm 2023 |
| 382          | 16                  | "The Fundamental Virulence (dịch: Độc tính cơ bản)" | Fujita Yōichi   | Hiramatsu Masaki | Yasukawa Ouri                                   | 22 tháng 7 năm 2023 |
| 383          | 17                  | "Heart of Wolf (dịch: Trái tim Sói)"                | Ueda Shinichirō | Hiramatsu Masaki | Ueda Shinichirō                                 | 29 tháng 7 năm 2023 |
| 384          | 18                  | "Rages at Ringside (dịch: Thịnh nộ bên võ đài)"     | TBA             | TBA              | TBA                                             | 5 tháng 8 năm 2023  |
| 385          | 18                  | ""The White Haze" (dịch: )"                         | TBA             | TBA              | TBA                                             | 12 tháng 8 năm 2023 |
| 386          | 18                  | ""I Am The Edge" "                                  | TBA             | TBA              | TBA                                             | 19 tháng 8 năm 2023 |
| 387          | 18                  | ""The Headless Star""                               | TBA             | TBA              | TBA                                             | 26 tháng 8 năm 2023 |
| 388          | 18                  | ""Marching Out the Zombies""                        | TBA             | TBA              | TBA                                             | 9 tháng 9 năm 2023  |
| 389          | 18                  | ""Marching Out the Zombies 2" "                     | TBA             | TBA              | TBA                                             | 16 tháng 9 năm 2023 |
| 390          | 18                  | ""Too Early to Win, Too Late to Know""              | TBA             | TBA              | TBA                                             | 23 tháng 9 năm 2023 |
| 391          | 18                  | ""The Master""                                      | TBA             | TBA              | TBA                                             | 30 tháng 9 năm 2023 |
| 392          | 18                  | ""Black" "                                          | TBA             | TBA              | TBA                                             | 30 tháng 9 năm 2023 |

## Phát hành DVD

### Tiếng Nhật
Có tổng cộng 88 DVD anime Bleach vùng 2 chúng được chia thành các mùa phát hành tại Nhật Bản bởi Aniplex từ ngày 2 tháng 2 năm 2005 đến ngày 23 tháng 1 năm 2013.
| Volume   | Ngày phát hành      | Tập   |
| -------- | ------------------- | ----- |
| Volume 1 | 2 tháng 2 năm 2005  | 1–4   |
| Volume 2 | 2 tháng 3 năm 2005  | 5–8   |
| Volume 3 | 13 tháng 4 năm 2005 | 9–12  |
| Volume 4 | 11 tháng 5 năm 2005 | 13–16 |
| Volume 5 | 1 tháng 6 năm 2005  | 17–20 |

| Volume   | Ngày phát hành       | Tập   |
| -------- | -------------------- | ----- |
| Volume 1 | 27 tháng 7 năm 2005  | 21–24 |
| Volume 2 | 24 tháng 8 năm 2005  | 25–28 |
| Volume 3 | 28 tháng 9 năm 2005  | 29–32 |
| Volume 4 | 26 tháng 10 năm 2005 | 33–36 |
| Volume 5 | 23 tháng 11 năm 2005 | 37–41 |

| Volume   | Ngày phát hành       | Tập   |
| -------- | -------------------- | ----- |
| Volume 1 | 21 tháng 12 năm 2005 | 42–45 |
| Volume 2 | 25 tháng 1 năm 2006  | 46–49 |
| Volume 3 | 22 tháng 2 năm 2006  | 50–53 |
| Volume 4 | 29 tháng 3 năm 2006  | 54–58 |
| Volume 5 | 26 tháng 4 năm 2006  | 59–63 |

| Volume   | Ngày phát hành       | Tập   |
| -------- | -------------------- | ----- |
| Volume 1 | 24 tháng 5 năm 2006  | 64–67 |
| Volume 2 | 28 tháng 6 năm 2006  | 68–71 |
| Volume 3 | 26 tháng 7 năm 2006  | 72–75 |
| Volume 4 | 23 tháng 8 năm 2006  | 76–79 |
| Volume 5 | 25 tháng 10 năm 2006 | 80–83 |
| Volume 6 | 22 tháng 11 năm 2006 | 84–87 |
| Volume 7 | 20 tháng 12 năm 2006 | 88–91 |

| Volume   | Ngày phát hành      | Tập     |
| -------- | ------------------- | ------- |
| Volume 1 | 24 tháng 1 năm 2007 | 92–95   |
| Volume 2 | 28 tháng 2 năm 2007 | 96–99   |
| Volume 3 | 28 tháng 3 năm 2007 | 100–104 |
| Volume 4 | 25 tháng 4 năm 2007 | 105–109 |

| Volume   | Ngày phát hành       | Tập     |
| -------- | -------------------- | ------- |
| Volume 1 | 27 tháng 6 năm 2007  | 110–113 |
| Volume 2 | 25 tháng 7 năm 2007  | 114–117 |
| Volume 3 | 22 tháng 8 năm 2007  | 118–121 |
| Volume 4 | 25 tháng 9 năm 2007  | 122–126 |
| Volume 5 | 24 tháng 10 năm 2007 | 127–131 |

| Volume   | Ngày phát hành       | Tập     |
| -------- | -------------------- | ------- |
| Volume 1 | 19 tháng 12 năm 2007 | 132–135 |
| Volume 2 | 23 tháng 1 năm 2008  | 136–139 |
| Volume 3 | 27 tháng 2 năm 2008  | 140–143 |
| Volume 4 | 26 tháng 3 năm 2008  | 144–147 |
| Volume 5 | 23 tháng 4 năm 2008  | 148–151 |

| Volume   | Ngày phát hành      | Tập     |
| -------- | ------------------- | ------- |
| Volume 1 | 28 tháng 5 năm 2008 | 152–155 |
| Volume 2 | 25 tháng 6 năm 2008 | 156–159 |
| Volume 3 | 23 tháng 7 năm 2008 | 160–163 |
| Volume 4 | 27 tháng 8 năm 2008 | 164–167 |

| Volume   | Ngày phát hành       | Tập     |
| -------- | -------------------- | ------- |
| Volume 1 | 26 tháng 11 năm 2008 | 168–171 |
| Volume 2 | 17 tháng 12 năm 2008 | 172–175 |
| Volume 3 | 28 tháng 1 năm 2009  | 176–179 |
| Volume 4 | 25 tháng 2 năm 2009  | 180–184 |
| Volume 5 | 25 tháng 3 năm 2009  | 185–189 |

| Volume   | Ngày phát hành      | Tập     |
| -------- | ------------------- | ------- |
| Volume 1 | 27 tháng 5 năm 2009 | 190–193 |
| Volume 2 | 24 tháng 6 năm 2009 | 194–197 |
| Volume 3 | 22 tháng 7 năm 2009 | 198–201 |
| Volume 4 | 26 tháng 8 năm 2009 | 202–205 |

| Volume   | Ngày phát hành       | Tập     |
| -------- | -------------------- | ------- |
| Volume 1 | 25 tháng 11 năm 2009 | 206–208 |
| Volume 2 | 16 tháng 12 năm 2009 | 209–212 |

| Volume   | Ngày phát hành      | Tập     |
| -------- | ------------------- | ------- |
| Volume 1 | 27 tháng 1 năm 2010 | 213–216 |
| Volume 2 | 24 tháng 2 năm 2010 | 217–220 |
| Volume 3 | 25 tháng 3 năm 2010 | 221–224 |
| Volume 4 | 25 tháng 4 năm 2010 | 225–229 |

| Volume   | Ngày phát hành       | Tập     |
| -------- | -------------------- | ------- |
| Volume 1 | 26 tháng 5 năm 2010  | 230–233 |
| Volume 2 | 23 tháng 6 năm 2010  | 234–237 |
| Volume 3 | 21 tháng 7 năm 2010  | 238–241 |
| Volume 4 | 25 tháng 8 năm 2010  | 242–245 |
| Volume 5 | 22 tháng 9 năm 2010  | 246–249 |
| Volume 6 | 27 tháng 10 năm 2010 | 250–253 |
| Volume 7 | 24 tháng 11 năm 2010 | 254–257 |
| Volume 8 | 15 tháng 12 năm 2010 | 258–261 |
| Volume 9 | 26 tháng 1 năm 2011  | 262–265 |

| Volume    | Ngày phát hành       | Tập     |
| --------- | -------------------- | ------- |
| Volume 1  | 23 tháng 2 năm 2011  | 266–270 |
| Volume 2  | 23 tháng 3 năm 2011  | 271–274 |
| Volume 3  | 27 tháng 4 năm 2011  | 275–278 |
| Volume 4  | 25 tháng 5 năm 2011  | 279–282 |
| Volume 5  | 22 tháng 6 năm 2011  | 283–286 |
| Volume 6  | 16 tháng 7 năm 2011  | 287–291 |
| Volume 7  | 24 tháng 8 năm 2011  | 292–295 |
| Volume 8  | 21 tháng 9 năm 2011  | 296–299 |
| Volume 9  | 26 tháng 10 năm 2011 | 300–303 |
| Volume 10 | 23 tháng 11 năm 2011 | 304–307 |
| Volume 11 | 14 tháng 12 năm 2011 | 308–311 |
| Volume 12 | 25 tháng 1 năm 2012  | 312–316 |

| Volume   | Ngày phát hành      | Tập     |
| -------- | ------------------- | ------- |
| Volume 1 | 22 tháng 2 năm 2012 | 317–321 |
| Volume 2 | 21 tháng 3 năm 2012 | 322–325 |
| Volume 3 | 25 tháng 4 năm 2012 | 326–329 |
| Volume 4 | 23 tháng 5 năm 2012 | 330–333 |
| Volume 5 | 27 tháng 6 năm 2012 | 334–337 |
| Volume 6 | 25 tháng 7 năm 2012 | 338–342 |

| Volume   | Ngày phát hành       | Tập     |
| -------- | -------------------- | ------- |
| Volume 1 | 22 tháng 8 năm 2012  | 343–346 |
| Volume 2 | 26 tháng 9 năm 2012  | 347–350 |
| Volume 3 | 24 tháng 10 năm 2012 | 351–354 |
| Volume 4 | 21 tháng 11 năm 2012 | 355–358 |
| Volume 5 | 19 tháng 12 năm 2012 | 359–362 |
| Volume 6 | 23 tháng 1 năm 2013  | 363–366 |

### tiếng Anh
Các DVD tổng hợp anime Bleach được phát hành tại vùng 1 bởi Viz Media. Có 32 bộ đĩa DVD được Viz Media phát hành tại Hoa Kỳ. Một box DVD sưu tập mùa đầu tiên được phát hành vào ngày 10 tháng 6 năm 2008, Box DVD sưu tập mùa thứ hai được phát hành vào ngày 19 tháng 8 năm 2008. và DVD sưu tập mùa thứ ba phát hành vào ngày 7 tháng 7 năm 2009. Bộ phim cũng được phát hành tại Anh Quốc bởi Manga Entertainment trong các set chỉ gồm nửa mùa, sau đó được tái phát hành các mùa hoàn chỉnh. Năm 2016, Viz bắt đầu phát hành xê-ri anime trong định dạng đĩa Blu-Ray, theo kế hoạch sẽ có 13 bộ đĩa được phát hành.
| Volume     | Ngày phát hành       | Mùa/Box Set  | Ngày phát hành       | Tập     | Tập             |
| ---------- | -------------------- | ------------ | -------------------- | ------- | --------------- |
| Volume 1   | 28 tháng 11 năm 2006 | Mùa 1        | 10 tháng 6 năm 2008  | 1–4     | 1–4             |
| Volume 2   | 30 tháng 1 năm 2007  | Mùa 1        | 10 tháng 6 năm 2008  | 5–8     | 5–8             |
| Volume 3   | 27 tháng 3 năm 2007  | Mùa 1        | 10 tháng 6 năm 2008  | 9–12    | 9–12            |
| Volume 4   | 29 tháng 5 năm 2007  | Mùa 1        | 10 tháng 6 năm 2008  | 13–16   | 13–16           |
| Volume 5   | 31 tháng 7 năm 2007  | Mùa 1        | 10 tháng 6 năm 2008  | 17–20   | 17–20           |
| Volume 6   | 25 tháng 9 năm 2007  | Mùa 2        | 19 tháng 8 năm 2008  | 21–24   | 21–24           |
| Volume 7   | 17 tháng 11 năm 2007 | Mùa 2        | 19 tháng 8 năm 2008  | 25–28   | 25–28           |
| Volume 8   | 15 tháng 1 năm 2008  | Mùa 2        | 19 tháng 8 năm 2008  | 29–32   | 29–32           |
| Volume 9   | 18 tháng 3 năm 2008  | Mùa 2        | 19 tháng 8 năm 2008  | 33–36   | 33–36           |
| Volume 10  | 20 tháng 5 năm 2008  | Mùa 2        | 19 tháng 8 năm 2008  | 37–41   | 37–41           |
| Volume 11  | 22 tháng 7 năm 2008  | Mùa 3        | 7 tháng 7 năm 2009   | 42–45   | 42–45           |
| Volume 12  | 23 tháng 9 năm 2008  | Mùa 3        | 7 tháng 7 năm 2009   | 46–49   | 46–49           |
| Volume 13  | 18 tháng 11 năm 2008 | Mùa 3        | 7 tháng 7 năm 2009   | 50–53   | 50–53           |
| Volume 14  | 20 tháng 1 năm 2009  | Mùa 3        | 7 tháng 7 năm 2009   | 54–58   | 54–58           |
| Volume 15  | 17 tháng 3 năm 2009  | Mùa 3        | 7 tháng 7 năm 2009   | 59–63   | 59–63           |
| Volume 16  | 13 tháng 5 năm 2009  | Mùa 4 Phần 1 | 3 tháng 11 năm 2009  | 64–67   | 64–67           |
| Volume 17  | 16 tháng 6 năm 2009  | Mùa 4 Phần 1 | 3 tháng 11 năm 2009  | 68–71   | 68–71           |
| Volume 18  | 14 tháng 7 năm 2009  | Mùa 4 Phần 1 | 3 tháng 11 năm 2009  | 72–75   | 72–75           |
| Volume 19  | 18 tháng 8 năm 2009  | Mùa 4 Phần 1 | 3 tháng 11 năm 2009  | 76–79   | 76–79           |
| Volume 20  | 15 tháng 9 năm 2009  | Mùa 4 Phần 2 | 16 tháng 2 năm 2010  | 80–83   | 80–83           |
| Volume 21  | 20 tháng 10 năm 2009 | Mùa 4 Phần 2 | 16 tháng 2 năm 2010  | 84–87   | 84–87           |
| Volume 22  | 17 tháng 11 năm 2009 | Mùa 4 Phần 2 | 16 tháng 2 năm 2010  | 88–91   | 88–91           |
| Volume 23  | 15 tháng 12 năm 2009 | Mùa 5        | 8 tháng 6 năm 2010   | 92–95   | 92–95           |
| Volume 24  | 19 tháng 1 năm 2010  | Mùa 5        | 8 tháng 6 năm 2010   | 96–99   | 96–99           |
| Volume 25  | 23 tháng 2 năm 2010  | Mùa 5        | 8 tháng 6 năm 2010   | 100–104 | 100–104         |
| Volume 26  | 23 tháng 3 năm 2010  | Mùa 5        | 8 tháng 6 năm 2010   | 105–109 | 105–109         |
| Volume 27  | 20 tháng 4 năm 2010  | Box Set 6    | 28 tháng 9 năm 2010  | 110–113 | 110–113         |
| Volume 28  | 25 tháng 5 năm 2010  | Box Set 6    | 28 tháng 9 năm 2010  | 114–117 | 114–117         |
| Volume 29  | 22 tháng 6 năm 2010  | Box Set 6    | 28 tháng 9 năm 2010  | 118–121 | 118–121         |
| Volume 30  | 20 tháng 7 năm 2010  | Box Set 7    | 21 tháng 12 năm 2010 | 122–126 | 122–133 134–145 |
| Volume 31  | 24 tháng 8 năm 2010  | Box Set 7    | 21 tháng 12 năm 2010 | 127–131 | 122–133 134–145 |
| Volume 32  | 21 tháng 9 năm 2010  | Box Set 8    | 22 tháng 3 năm 2011  | 132–135 | 122–133 134–145 |
|            |                      | Box Set 9    | 21 tháng 6 năm 2011  | 146–156 | 146–156         |
| Box Set 10 | 6 tháng 9 năm 2011   | 157–167      | 157–167              |         |                 |
| Box Set 11 | 13 tháng 12 năm 2011 | 168–179      | 168–179              |         |                 |
| Box Set 12 | 13 tháng 3 năm 2012  | 180–193      | 180–193              |         |                 |
| Box Set 13 | 12 tháng 6 năm 2012  | 194–205      | 194–205              |         |                 |
| Box Set 14 | 11 tháng 9 năm 2012  | 206–217      | 206–217              |         |                 |
| Box Set 15 | 11 tháng 12 năm 2012 | 218–229      | 218–229              |         |                 |
| Box Set 16 | 12 tháng 3 năm 2013  | 230–242      | 230–242              |         |                 |
| Box Set 17 | 11 tháng 6 năm 2013  | 243–255      | 243–255              |         |                 |
| Box Set 18 | 10 tháng 9 năm 2013  | 256–267      | 256–267              |         |                 |
| Box Set 19 | 10 tháng 12 năm 2013 | 268–279      | 268–279              |         |                 |
| Box Set 20 | 18 tháng 3 năm 2014  | 280–291      | 280–291              |         |                 |
| Box Set 21 | 3 tháng 6 năm 2014   | 292–303      | 292–303              |         |                 |
| Box Set 22 | 30 tháng 9 năm 2014  | 304–316      | 304–316              |         |                 |
| Box Set 23 | 16 tháng 12 năm 2014 | 317–329      | 317–329              |         |                 |
| Box Set 24 | 17 tháng 3 năm 2015  | 330–342      | 330–342              |         |                 |
| Box Set 25 | 23 tháng 6 năm 2015  | 343–354      | 343–354              |         |                 |
| Box Set 26 | 29 tháng 9 năm 2015  | 355–366      | 355–366              |         |                 |

| Xê-ri     | Ngày phát hành                | Ngày phát hành                      | Tập     | Arc                              |
| --------- | ----------------------------- | ----------------------------------- | ------- | -------------------------------- |
| Series 1  | 5 tháng 11 năm 2007 (Phần 1)  | 5 tháng 5 năm 2008(Trọn bộ)         | 1–12    | The Substitute                   |
| Series 1  | 25 tháng 2 năm 2008(Phần 2)   | 5 tháng 5 năm 2008(Trọn bộ)         | 13–20   | The Substitute                   |
| Series 2  | 30 tháng 6 năm 2008 (Phần 1)  | 29 tháng 12 năm 2008 (trọn bộ)      | 21–32   | The Entry                        |
| Series 2  | 3 tháng 11 năm 2008 (Phần 2)  | 29 tháng 12 năm 2008 (trọn bộ)      | 33–41   | The Entry                        |
| Series 3  | 23 tháng 3 năm 2009 (Phần 1)  | 17 tháng 8 năm 2009 (trọn bộ)       | 42–53   | The Rescue                       |
| Series 3  | 15 tháng 6 năm 2009 (Phần 2)  | 17 tháng 8 năm 2009 (trọn bộ)       | 54–63   | The Rescue                       |
| Series 4  | 26 tháng 10 năm 2009 (Phần 1) | 9 tháng 8 năm 2010 (trọn bộ)        | 64–71   | The Bount                        |
| Series 4  | 1 tháng 3 năm 2010 (Phần 2)   | 9 tháng 8 năm 2010 (trọn bộ)        | 72–79   | The Bount                        |
| Series 4  | 7 tháng 6 năm 2010 (Phần 3)   | 9 tháng 8 năm 2010 (trọn bộ)        | 80–91   | The Bount                        |
| Series 5  | 30 tháng 8 năm 2010 (Phần 1)  | 20 tháng 12 năm 2010 (trọn bộ)      | 92–99   | The Bount Assault                |
| Series 5  | 1 tháng 11 năm 2010 (Phần 2)  | 20 tháng 12 năm 2010 (trọn bộ)      | 100–109 | The Bount Assault                |
| Series 6  | 11 tháng 4 năm 2011 (Phần 1)  | 26 tháng 9 năm 2011 (trọn bộ)       | 110–120 | Arrancar: The Arrival            |
| Series 6  | 13 tháng 6 năm 2011 (Phần 2)  | 26 tháng 9 năm 2011 (trọn bộ)       | 121–131 | Arrancar: The Arrival            |
| Series 7  | 26 tháng 9 năm 2011 (Phần 1)  | 12 tháng 12 năm 2011 (trọn bộ)      | 132–141 | Arrancar: The Hueco Mundo        |
| Series 7  | 17 tháng 10 năm 2011 (Phần 2) | 12 tháng 12 năm 2011 (trọn bộ)      | 142–151 | Arrancar: The Hueco Mundo        |
| Series 8  | 19 tháng 3 năm 2012 (Phần 1)  | 29 tháng 10 năm 2012 (trọn bộ)      | 152–159 | Arrancar: The Fierce Fight       |
| Series 8  | 14 tháng 5 năm 2012 (Phần 2)  | 29 tháng 10 năm 2012 (trọn bộ)      | 160–167 | Arrancar: The Fierce Fight       |
| Series 9  | 25 tháng 6 năm 2012 (Phần 1)  | ngày 31 tháng 12 năm 2012 (trọn bộ) | 168–178 | The New Leader Shûsuke Amagai    |
| Series 9  | 6 tháng 8 năm 2012 (Phần 2)   | ngày 31 tháng 12 năm 2012 (trọn bộ) | 179–189 | The New Leader Shûsuke Amagai    |
| Series 10 | 14 tháng 1 năm 2013 (Phần 1)  | 20 tháng 5 năm 2013 (trọn bộ)       | 190–201 | Arrancar vs Shinigami & The Past |
| Series 10 | 11 tháng 3 năm 2013 (Phần 2)  | 20 tháng 5 năm 2013 (trọn bộ)       | 202–212 | Arrancar vs Shinigami & The Past |
| Series 11 | 9 tháng 9 năm 2013            | 9 tháng 9 năm 2013                  | 213–229 | Battle in Karakura               |
| Series 12 | 23 tháng 10 năm 2013 (Phần 1) | 7 tháng 7 năm 2014 (trọn bộ)        | 230–241 | Zanpakuto: The Alternate Tale    |
| Series 12 | 23 tháng 12 năm 2013 (Phần 2) | 7 tháng 7 năm 2014 (trọn bộ)        | 242–253 | Zanpakuto: The Alternate Tale    |
| Series 12 | 17 tháng 2 năm 2014 (Phần 3)  | 7 tháng 7 năm 2014 (trọn bộ)        | 254–265 | Zanpakuto: The Alternate Tale    |
| Series 13 | 7 tháng 4 năm 2014 (Phần 1)   | 15 tháng 12 năm 2014 (trọn bộ)      | 266–278 | Fall Of The Arrancar             |
| Series 13 | 9 tháng 6 năm 2014 (Phần 2)   | 15 tháng 12 năm 2014 (trọn bộ)      | 279–291 | Fall Of The Arrancar             |
| Series 14 | 22 tháng 12 năm 2014 (Phần 1) | 21 tháng 9 năm 2015 (trọn bộ)       | 292–303 | Fall Of The Arrancar 2           |
| Series 14 | 6 tháng 4 năm 2015 (Phần 2)   | 21 tháng 9 năm 2015 (trọn bộ)       | 304–316 | Fall Of The Arrancar 2           |
| Series 15 | 25 tháng 5 năm 2015 (Phần 1)  | 28 tháng 12 năm 2015 (trọn bộ)      | 317–329 | The Invading Army                |
| Series 15 | 29 tháng 6 năm 2015 (Phầbn2)  | 28 tháng 12 năm 2015 (trọn bộ)      | 330–342 | The Invading Army                |
| Series 16 | 20 tháng 7 năm 2015 (Phần 1)  | 6 tháng 2 năm 2017 (trọn bộ)        | 343–354 | The Lost Agent                   |
| Series 16 | 28 tháng 9 năm 2015 (Phần 2)  | 6 tháng 2 năm 2017 (trọn bộ)        | 355–366 | The Lost Agent                   |

| Bộ sưu tập    | Ngày phát hành       | Tập     |
| ------------- | -------------------- | ------- |
| Collection 1  | 11 tháng 6 năm 2008  | 1–20    |
| Collection 2  | 20 tháng 5 năm 2009  | 21–41   |
| Collection 3  | 17 tháng 2 năm 2010  | 42–63   |
| Collection 4  | 3 tháng 11 năm 2010  | 64–79   |
| Collection 5  | 15 tháng 12 năm 2010 | 80–91   |
| Collection 6  | 12 tháng 1 năm 2011  | 92–109  |
| Collection 7  | 16 tháng 2 năm 2011  | 110–121 |
| Collection 8  | 16 tháng 3 năm 2011  | 122–133 |
| Collection 9  | 15 tháng 6 năm 2011  | 134–145 |
| Collection 10 | 17 tháng 8 năm 2011  | 146–156 |
| Collection 11 | 16 tháng 11 năm 2011 | 157–167 |
| Collection 12 | 21 tháng 3 năm 2012  | 168–179 |
| Collection 13 | 23 tháng 5 năm 2012  | 180–193 |
| Collection 14 | 4 tháng 7 năm 2012   | 194–205 |
| Collection 15 | 24 tháng 10 năm 2012 | 206–217 |
| Collection 16 | 9 tháng 1 năm 2013   | 218–229 |
| Collection 17 | 17 tháng 4 năm 2013  | 230–242 |
| Collection 18 | 3 tháng 7 năm 2013   | 243–255 |
| Collection 19 | 20 tháng 11 năm 2013 | 256–267 |
| Collection 20 | 19 tháng 3 năm 2014  | 268–279 |
| Collection 21 | 21 tháng 5 năm 2014  | 280–291 |
| Collection 22 | 20 tháng 8 năm 2014  | 292–303 |
| Collection 23 | 7 tháng 1 năm 2015   | 304–316 |
| Collection 24 | 11 tháng 3 năm 2015  | 317–329 |
| Collection 25 | 20 tháng 5 năm 2015  | 330–342 |
| Collection 26 | 5 tháng 8 năm 2015   | 343–354 |
| Collection 27 | 18 tháng 11 năm 2015 | 355–366 |

| Bleach Bankai Box Set | Ngày phát hành      | Tập     |
| --------------------- | ------------------- | ------- |
| Bleach Bankai Box 1   | 21 tháng 5 năm 2014 | 1-133   |
| Bleach Bankai Box 2   | 21 tháng 5 năm 2014 | 134-229 |
| Bleach Bankai Box 3   | 6 tháng 4 năm 2016  | 230-303 |
| Bleach Bankai Box 4   | 6 tháng 4 năm 2016  | 304-366 |

## Phát hành Blu-ray
| Tên    | Ngày                 | Số đĩa | Tập     |
| ------ | -------------------- | ------ | ------- |
| Set 01 | 19 tháng 7 năm 2016  | 4      | 1–27    |
| Set 02 | 31 tháng 1 năm 2017  | 4      | 28–55   |
| Set 03 | 24 tháng 10 năm 2017 | 4      | 56-83   |
| Set 04 | 15 tháng 5 năm 2018  | 4      | 84-111  |
| Set 05 | 3 tháng 12 năm 2019  | 4      | 112-139 |